# Campeonato Brasileiro de Futebol de 2017 - Série D
A Série D do Campeonato Brasileiro de Futebol de 2017 foi a nona edição da competição de futebol profissional equivalente à quarta divisão no Brasil. Esta edição foi disputada por 68 equipes, que se classificaram através dos campeonatos estaduais e por outros torneios realizados por cada uma das federações estaduais.
Ao final da competição, o Operário-PR conquistou o primeiro título nacional de sua história após golear o Globo por 5–0 no jogo de ida da final, em Ceará-Mirim, e perder por 1–0 na partida de volta, em Ponta Grossa. Além dos finalistas, Atlético Acreano e Juazeirense também foram promovidos para a Série C de 2018. A edição de 2017 marcou a primeira vez que nenhum clube da região Sudeste conseguiu o acesso na Série D.

## Critérios de classificação
De acordo com o formato do ano anterior, com 68 equipes participantes, as vagas foram distribuídas da seguinte forma:
- Os quatro rebaixados da Série C do ano anterior;
- O estado primeiro colocado no Ranking Nacional das Federações teve direito a 4 vagas;
- Do segundo ao nono no Ranking Nacional das Federações tiveram direito a 3 vagas;
- Os demais 18 estados no Ranking Nacional das Federações tiveram direito a dois representantes cada.

Os indicados das federações estaduais foram através do desempenho nos Campeonatos Estaduais ou outros torneios realizados por cada federação estadual;
Em caso de desistência, a vaga foi ocupada pelo clube da mesma federação melhor classificado, ou então, pelo clube apontado pela federação estadual. Se o estado não indicasse nenhum representante, a vaga seria repassada ao melhor estado seguinte posicionado no Ranking Nacional das Federações, que indicaria uma equipe a ocupar o mesmo grupo da equipe original. Caso a vaga ainda ficasse em aberto, seria transferida ao segundo estado seguinte e melhor colocado no ranking, e assim sucessivamente. O limite de usufruto de vaga repassada é de uma por federação.
São Paulo terá seis representantes. Goiás, Piauí, Pernambuco, Bahia, Rio Grande do Norte, Rio de Janeiro, Minas Gerais, Paraná, Santa Catarina e Rio Grande do Sul terão três representantes cada. E os outros estados, dois representantes cada.
As equipes que disputam a Série D geralmente são definidas pelo seu posicionamento na tabela de classificação de seus respectivos campeonatos estaduais. Quando nos estaduais existe algum participante que já disputa alguma divisão superior do Campeonato Brasileiro (Séries A, B ou C), a classificação para a Série D se dá a seguinte equipe melhor posicionada na tabela de classificação. Em alguns estados, os campeonatos locais servem apenas como classificação para a Copa do Brasil da temporada subsequente. A federação destes estados prefere realizar algum torneio paralelo ao estadual propriamente dito, para definir seu(s) representante(s) na Série D do Campeonato Brasileiro. Por conta de ajustes no regulamento feitos pela CBF, determinando que os  campeonatos e seletivas estaduais de um ano classifiquem seus times para as competições nacionais do ano seguinte, alguns estados terão os mesmos representantes nas edições de 2016 e 2017 da Quarta Divisão nacional.

## Formato de disputa
Na primeira fase os 68 clubes são divididos em dezessete grupos com quatro clubes cada, organizados regionalmente. Os times jogam contra os outros do grupo, em turno e returno, num total de seis rodadas. Os primeiros colocados de cada grupo, além dos 15 melhores segundo colocados, estarão classificados para segunda fase. Desta fase em diante, todas serão em mata-mata, com o clube de melhor campanha sempre realizando a partida decisiva em seus domínios. 
Os quatro semifinalistas conquistarão o direito de disputar a Série C de 2018. Os vencedores das semifinais jogam as finais também em ida e volta, e aquele com o melhor resultado agregado será o campeão da Série D de 2017.

## Participantes
| Equipe                   | Cidade                | Estado | Como se classificou                     | Estádio (mando)           | Capacidade | Títulos        |
| ------------------------ | --------------------- | ------ | --------------------------------------- | ------------------------- | ---------- | -------------- |
| Altos                    | Altos                 | PI     | Melhor colocado do Estadual 2016        | Lindolfo Monteiro         | 12 760     | 0 (não possui) |
| América de Natal         | Natal                 | RN     | 17º colocado da Série C de 2016         | Arena das Dunas           | 32 050     | 0 (não possui) |
| América-PE               | Recife                | PE     | 1º colocado do Grupo B do Estadual 2016 | Ademir Cunha              | 12 000     | 0 (não possui) |
| Anápolis                 | Anápolis              | GO     | Melhor colocado do Estadual 2016        | Jonas Duarte              | 10 707     | 0 (não possui) |
| Aparecidense             | Aparecida de Goiânia  | GO     | 3º melhor colocado do Estadual 2016     | Annibal Batista de Toledo | 4 800      | 0 (não possui) |
| Atlético Acreano         | Rio Branco            | AC     | Campeão do Estadual 2016                | Florestão                 | 10 000     | 0 (não possui) |
| Atlético Pernambucano[a] | Carpina               | PE     | 4º melhor colocado do Estadual 2016     | Paulo Petribú             | 3 500      | 0 (não possui) |
| Audax                    | Osasco                | SP     | Melhor colocado do Estadual 2016        | José Liberatti            | 12 430     | 0 (não possui) |
| Bangu                    | Rio de Janeiro        | RJ     | 3º melhor colocado do Estadual 2016     | Moça Bonita               | 9 024      | 0 (não possui) |
| Baré                     | Boa Vista             | RR     | Vice-campeão do Estadual 2016           | Vila Olímpica             | 500        | 0 (não possui) |
| Boavista-RJ              | Saquarema             | RJ     | 2º melhor colocado do Estadual 2016     | Eucy Resende              | 2 058      | 0 (não possui) |
| Brusque                  | Brusque               | SC     | Melhor colocado do Estadual 2016        | Augusto Bauer             | 5 000      | 0 (não possui) |
| Caldense                 | Poços de Caldas       | MG     | 2º melhor colocado do Estadual 2016     | Ronaldão                  | 7 600      | 0 (não possui) |
| Campinense               | Campina Grande        | PB     | Campeão do Estadual 2016                | Amigão                    | 19 000     | 0 (não possui) |
| Ceilândia                | Ceilândia             | DF     | Vice-campeão do Metropolitano 2016      | Abadião                   | 3 000      | 0 (não possui) |
| Central                  | Caruaru               | PE     | 1º colocado do Grupo A do Estadual 2016 | Luiz José de Lacerda      | 19 478     | 0 (não possui) |
| Comercial-MS             | Campo Grande          | MS     | Vice-campeão do Estadual 2016           | Morenão                   | 44 200     | 0 (não possui) |
| Cordino                  | Barra do Corda        | MA     | 3º melhor colocado do Estadual 2016     | Leandrão                  | 600        | 0 (não possui) |
| Coruripe                 | Coruripe              | AL     | 3º melhor colocado do Estadual 2016     | Gerson Amaral             | 5 560      | 0 (não possui) |
| Desportiva Ferroviária   | Cariacica             | ES     | Campeão do Estadual 2016                | Engenheiro Araripe        | 7 700      | 0 (não possui) |
| Espírito Santo           | Vitória               | ES     | Campeão da Seletiva para a Série D 2017 | Kleber Andrade            | 21 000     | 0 (não possui) |
| Fast Clube               | Manaus                | AM     | Campeão do Estadual 2016                | Arena da Amazônia         | 44 000     | 0 (não possui) |
| Fluminense de Feira      | Feira de Santana      | BA     | 2º melhor colocado do Estadual 2016     | Joia da Princesa          | 16 274     | 0 (não possui) |
| Foz do Iguaçu[b]         | Foz do Iguaçu         | PR     | 3º melhor colocado do Estadual 2016     | Estádio do ABC            | 6 968      | 0 (não possui) |
| Genus                    | Porto Velho           | RO     | Vice-campeão do Estadual 2016           | Aluizão                   | 5 000      | 0 (não possui) |
| Globo                    | Ceará-Mirim           | RN     | Melhor colocado do Estadual 2016        | Barretão                  | 10 068     | 0 (não possui) |
| Guarani de Juazeiro      | Juazeiro do Norte     | CE     | 2º melhor colocado do Estadual 2016     | Romeirão                  | 15 000     | 0 (não possui) |
| Guarany de Sobral[c]     | Sobral                | CE     | 3º melhor colocado do Estadual 2016     | Junco                     | 10 000     | 1 (2010)       |
| Gurupi                   | Gurupi                | TO     | Campeão do Estadual 2016                | Resendão                  | 3 000      | 0 (não possui) |
| Inter de Lages           | Lages                 | SC     | 2º melhor colocado do Estadual 2016     | Vidal Ramos Júnior        | 6 000      | 0 (não possui) |
| Itabaiana                | Itabaiana             | SE     | Vice-campeão do Estadual 2016           | Etelvino Mendonça         | 10 000     | 0 (não possui) |
| Ituano[d]                | Itu                   | SP     | 5º melhor colocado do Estadual 2016     | Novelli Júnior            | 18 560     | 0 (não possui) |
| Itumbiara                | Itumbiara             | GO     | 2º melhor colocado do Estadual 2016     | Juscelino Kubitschek      | 15 000     | 0 (não possui) |
| Jacobina                 | Jacobina              | BA     | Vice-campeão da Copa Governador 2016    | José Rocha                | 5 000      | 0 (não possui) |
| Juazeirense              | Juazeiro              | BA     | Melhor colocado do Estadual 2016        | Adauto Moraes             | 8 000      | 0 (não possui) |
| Luziânia                 | Luziânia              | DF     | Campeão do Metropolitano 2016           | Serra do Lago             | 21 564     | 0 (não possui) |
| Maranhão                 | São Luís              | MA     | 2º melhor colocado do Estadual 2016     | Castelão                  | 40 149     | 0 (não possui) |
| Metropolitano            | Blumenau              | SC     | 3º melhor colocado do Estadual 2016     | Bernardo Werner           | 3 624      | 0 (não possui) |
| Murici                   | Murici                | AL     | 2º melhor colocado do Estadual 2016     | José Gomes da Costa       | 3 500      | 0 (não possui) |
| Novo Hamburgo            | Novo Hamburgo         | RS     | 3º melhor colocado do Estadual 2016     | Estádio do Vale           | 5 196      | 0 (não possui) |
| Operário-PR              | Ponta Grossa          | PR     | Campeão da Taça FPF 2016                | Germano Krüger            | 8 832      | 0 (não possui) |
| Parnahyba                | Parnaíba              | PI     | 2º melhor colocado do Estadual 2016     | Piscinão                  | 4 146      | 0 (não possui) |
| Portuguesa               | São Paulo             | SP     | 18º colocado da Série C de 2016         | Canindé                   | 22 375     | 0 (não possui) |
| Portuguesa-RJ            | Rio de Janeiro        | RJ     | Campeão da Copa Rio 2016                | Luso Brasileiro           | 17 250     | 0 (não possui) |
| Potiguar de Mossoró      | Mossoró               | RN     | 2º melhor colocado do Estadual 2016     | Nogueirão                 | 10 000     | 0 (não possui) |
| Princesa do Solimões     | Manacapuru            | AM     | Vice-campeão do Estadual 2016           | Gilbertão                 | 15 000     | 0 (não possui) |
| PSTC                     | Cornélio Procópio     | PR     | Melhor colocado do Estadual 2016        | Ubirajara Medeiros        | 6 000      | 0 (não possui) |
| Red Bull Brasil          | Campinas              | SP     | 4º melhor colocado do Estadual 2016     | Moisés Lucarelli          | 19 728     | 0 (não possui) |
| Real Ariquemes[e]        | Ariquemes             | RO     | 3º colocado do Estadual 2016            | Valerião                  | 5 000      | 0 (não possui) |
| Rio Branco-AC            | Rio Branco            | AC     | Vice-campeão do Estadual 2016           | Arena da Floresta         | 20 000     | 0 (não possui) |
| River-PI                 | Teresina              | PI     | 19º colocado da Série C de 2016         | Albertão                  | 52 296     | 0 (não possui) |
| Santos-AP                | Macapá                | AP     | Campeão do Estadual 2016                | Zerão                     | 13 680     | 0 (não possui) |
| São Bernardo             | São Bernardo do Campo | SP     | 3º melhor colocado do Estadual 2016     | Primeiro de Maio          | 15 759     | 0 (não possui) |
| São Francisco-PA         | Santarém              | PA     | Vice-campeão do Estadual 2016           | Colosso do Tapajós        | 12 000     | 0 (não possui) |
| São José-RS              | Porto Alegre          | RS     | Melhor colocado do Estadual 2016        | Passo d'Areia             | 14 000     | 0 (não possui) |
| São Paulo-RS             | Rio Grande            | RS     | 2º melhor colocado do Estadual 2016     | Aldo Dapuzzo              | 3 500      | 0 (não possui) |
| São Raimundo-PA          | Santarém              | PA     | 2º melhor colocado do Estadual 2016     | Colosso do Tapajós        | 12 000     | 1 (2009)       |
| São Raimundo-RR          | Boa Vista             | RR     | Campeão do Estadual 2016                | Ribeirão                  | 1 500      | 0 (não possui) |
| Sergipe                  | Aracaju               | SE     | Campeão do Estadual 2016                | Batistão                  | 15 586     | 0 (não possui) |
| Sete de Dourados         | Dourados              | MS     | Campeão do Estadual 2016                | Douradão                  | 30 000     | 0 (não possui) |
| Sinop                    | Sinop                 | MT     | Melhor colocado do Estadual 2016        | Gigante do Norte          | 13 000     | 0 (não possui) |
| Sousa                    | Sousa                 | PB     | 2º melhor colocado do Estadual 2016     | Marizão                   | 5 400      | 0 (não possui) |
| Tocantins de Miracema    | Miracema do Tocantins | TO     | Vice-campeão do Estadual 2016           | Castanheirão              | 2 000      | 0 (não possui) |
| Trem                     | Macapá                | AP     | Vice-campeão do Estadual 2016           | Zerão                     | 13 680     | 0 (não possui) |
| União Rondonópolis[f]    | Rondonópolis          | MT     | 3º melhor colocado do Estadual 2016     | Luthero Lopes             | 18 000     | 0 (não possui) |
| URT                      | Patos de Minas        | MG     | Melhor colocado do Estadual 2016        | Zama Maciel               | 4 858      | 0 (não possui) |
| Villa Nova               | Nova Lima             | MG     | 3º melhor colocado do Estadual 2016     | Castor Cifuentes          | 5 160      | 0 (não possui) |
| XV de Piracicaba         | Piracicaba            | SP     | Campeão da Copa Paulista 2016           | Barão de Serra Negra      | 18 000     | 0 (não possui) |

- a. ^  O Serra Talhada desistiu de disputar a competição e sua vaga foi repassada ao Atlético Pernambucano, 7º colocado do Estadual 2016.[23]
- b. ^  O J.Malucelli desistiu de disputar a competição e sua vaga foi repassada ao Foz do Iguaçu, 7º colocado do Estadual 2016.[24][25]
- c. ^  O Atlético Cearense desistiu de disputar a competição e sua vaga foi repassada ao Guarany de Sobral, 3º colocado do Estadual 2016.[26]
- d. ^  O Guaratinguetá anunciou licenciamento do futebol e abriu mão da competição. A vaga foi repassada ao Ituano, melhor colocado do Estadual 2016 sem divisão nacional.[5][27]
- e. ^  O Rondoniense desistiu de disputar a competição e sua vaga foi repassada ao Real Ariquemes, 3º colocado do Estadual 2016.[28]
- f. ^  O AA Araguaia desistiu de disputar a competição e sua vaga foi repassada ao União Rondonópolis, 5º colocado do Estadual 2016.[24][29]

## Estádios

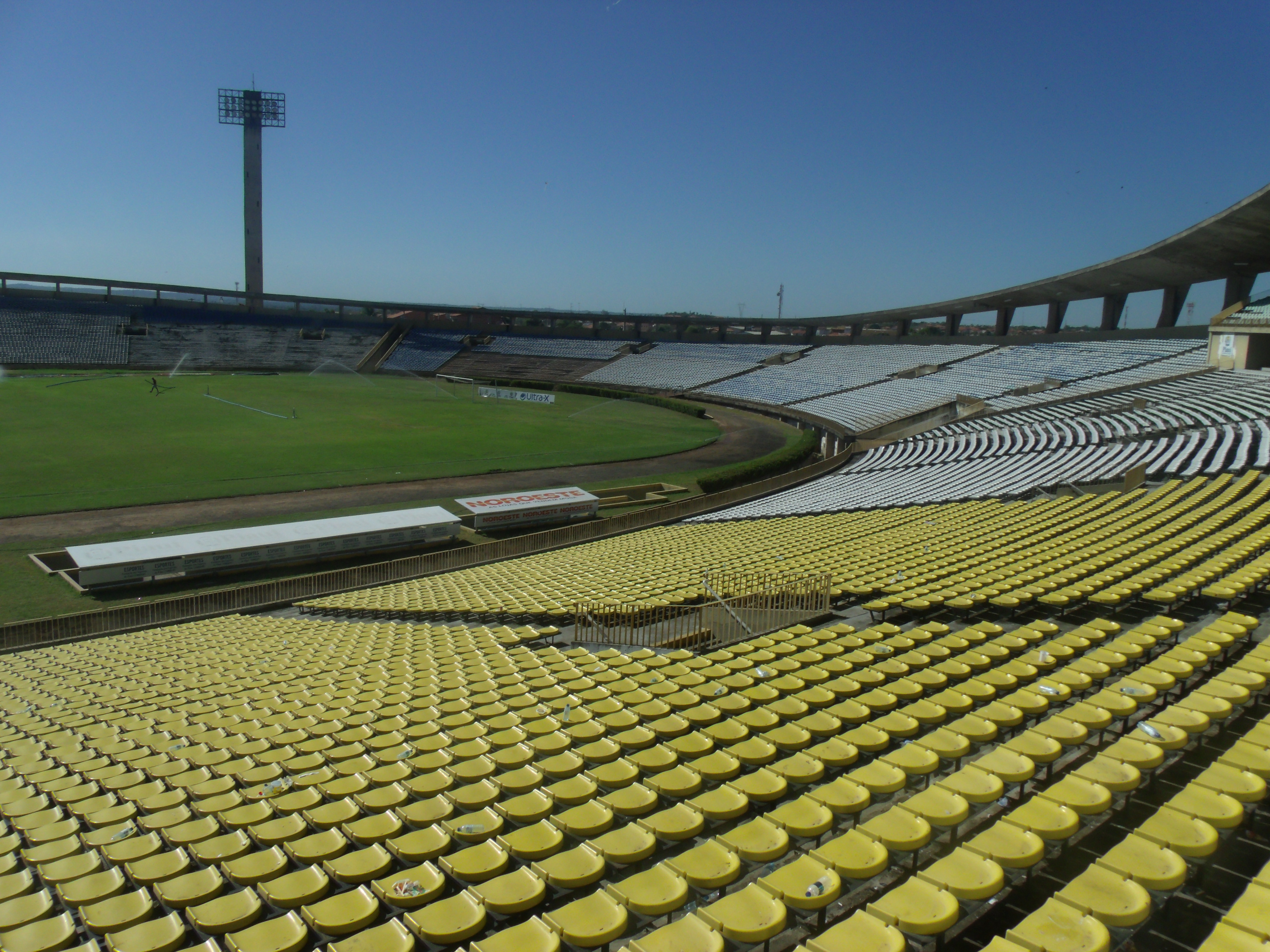
Albertão
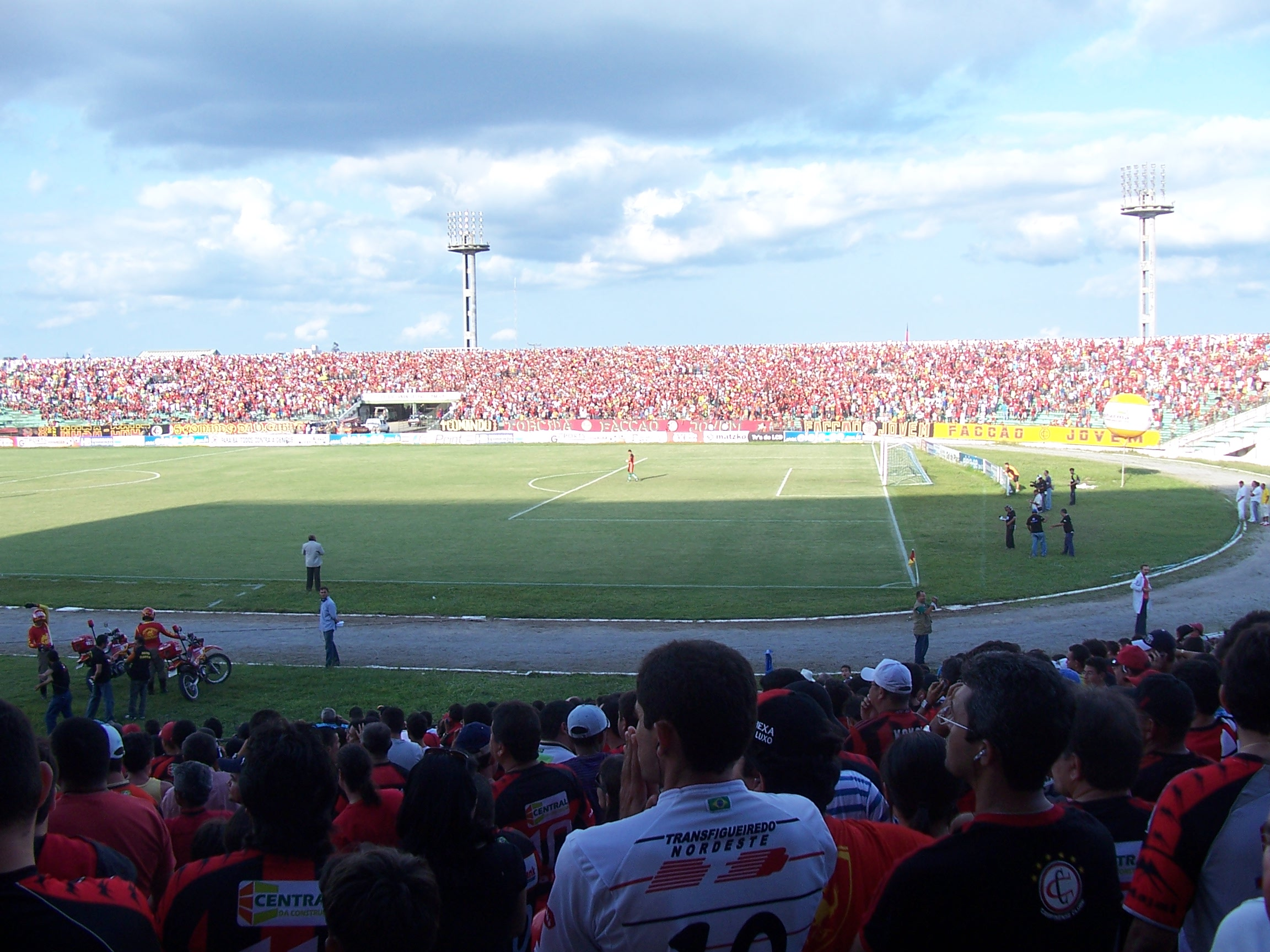
Amigão
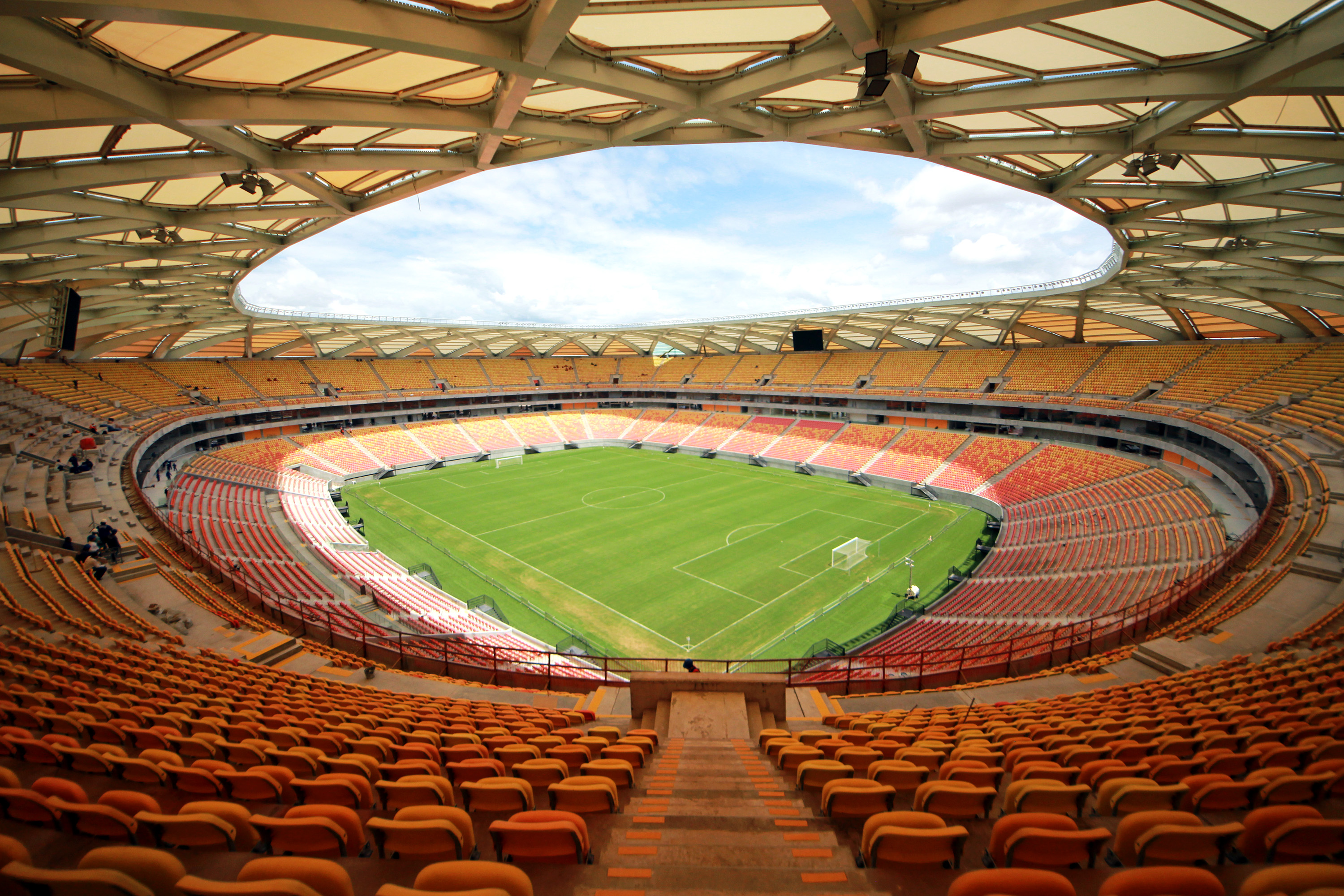
Arena da Amazônia
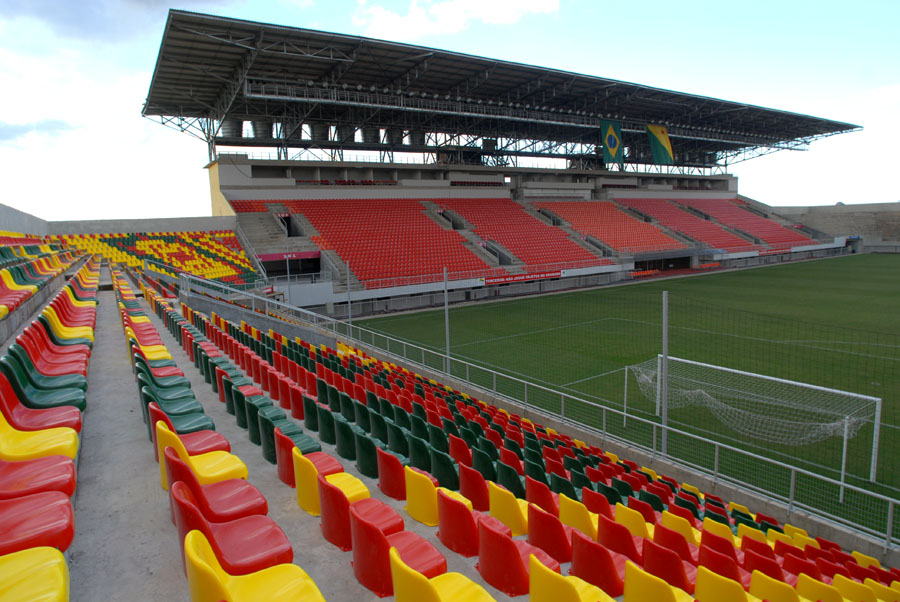
Arena da Floresta
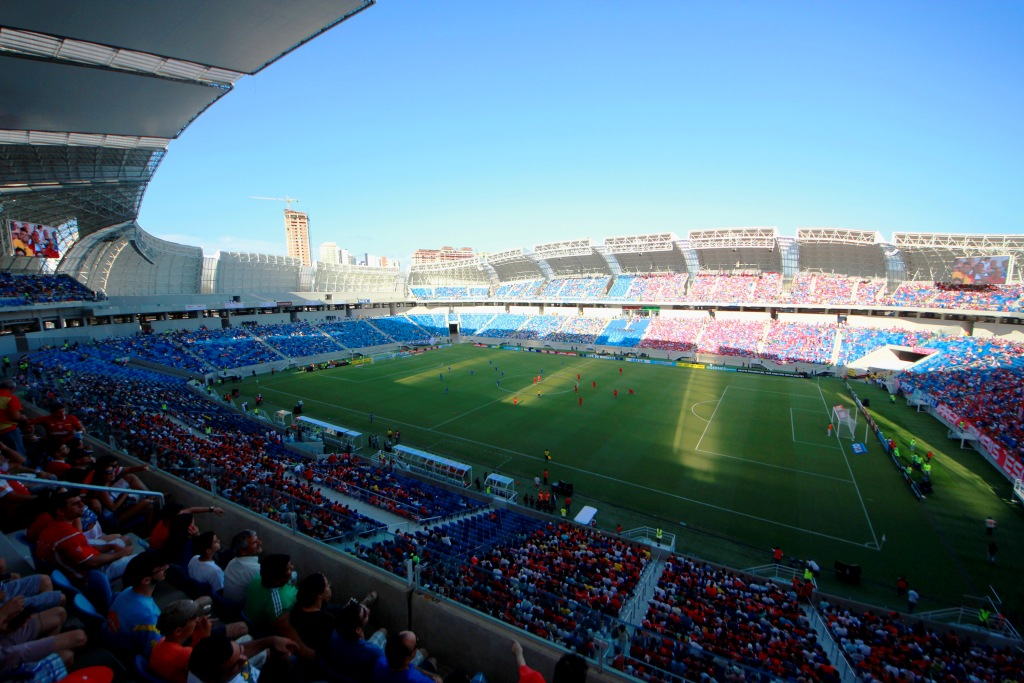
Arena das Dunas
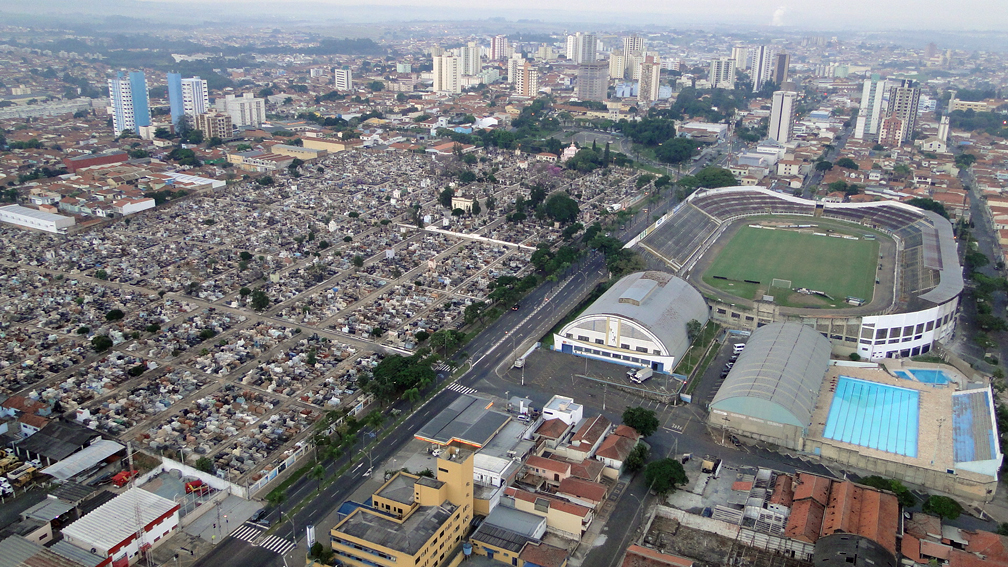
Barão de Serra Negra
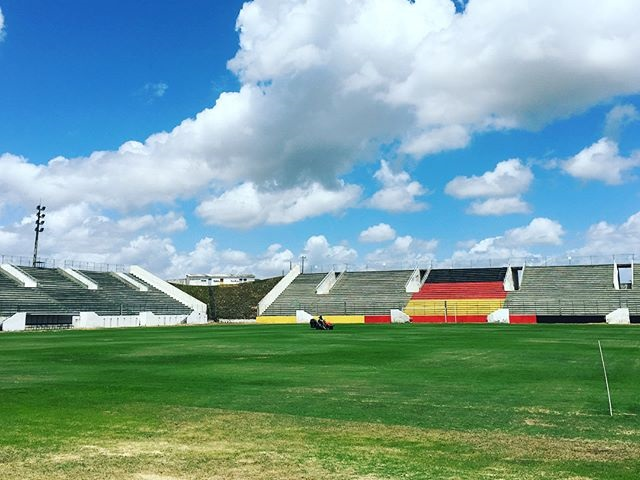
Barretão
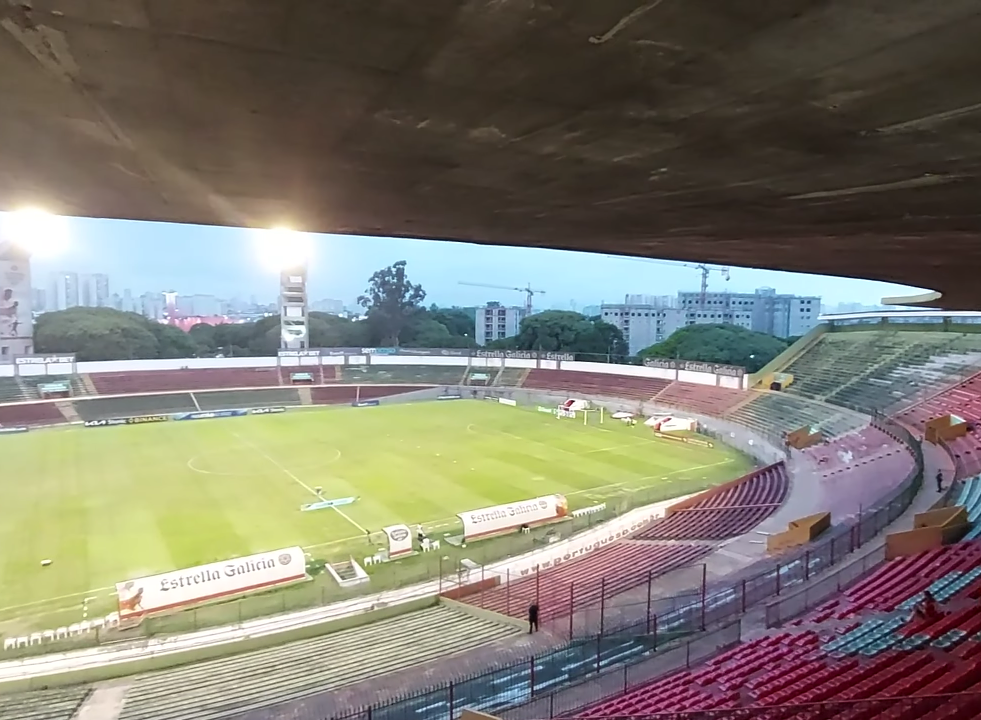
Canindé
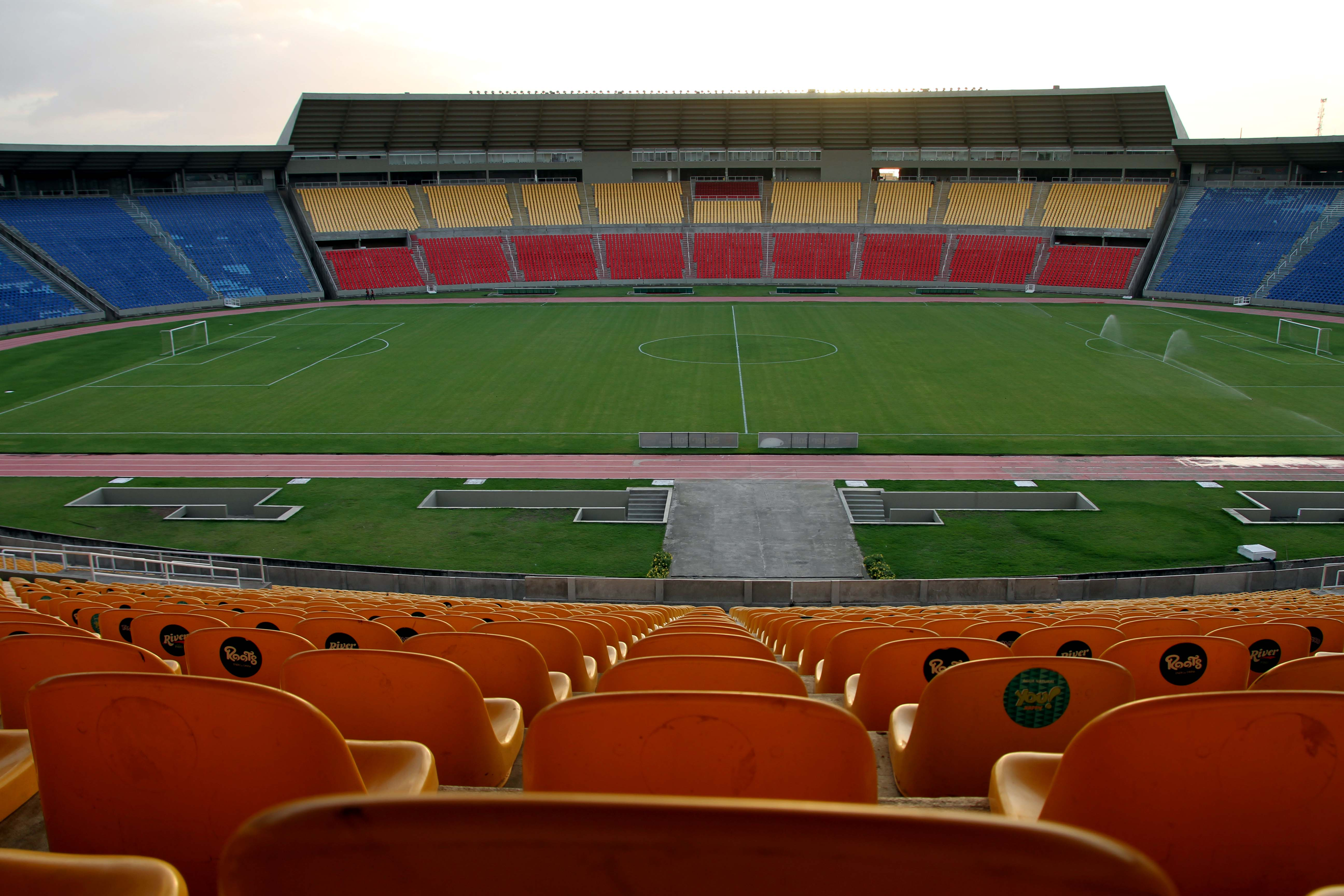
Castelão
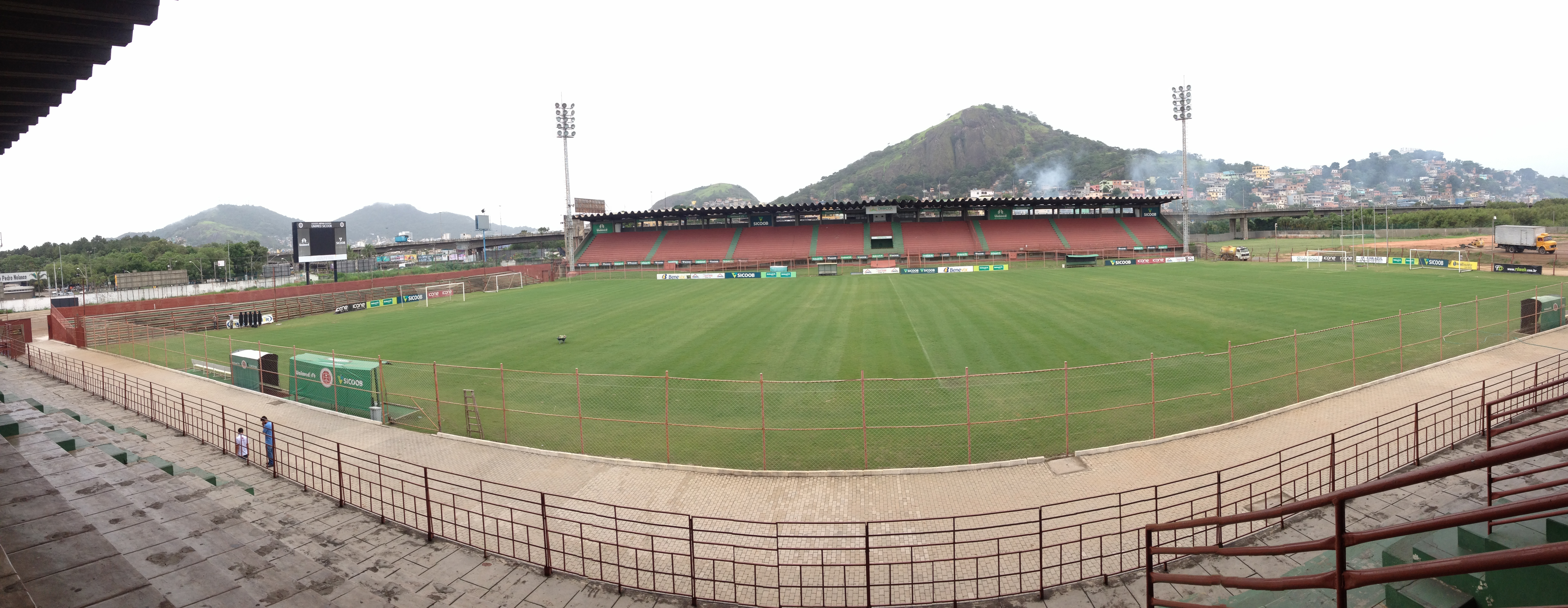
Engenheiro Araripe
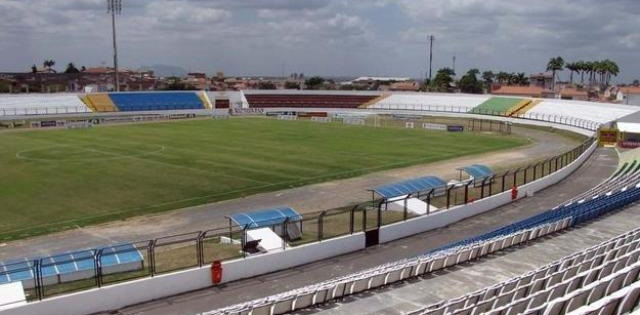
Estádio do Junco
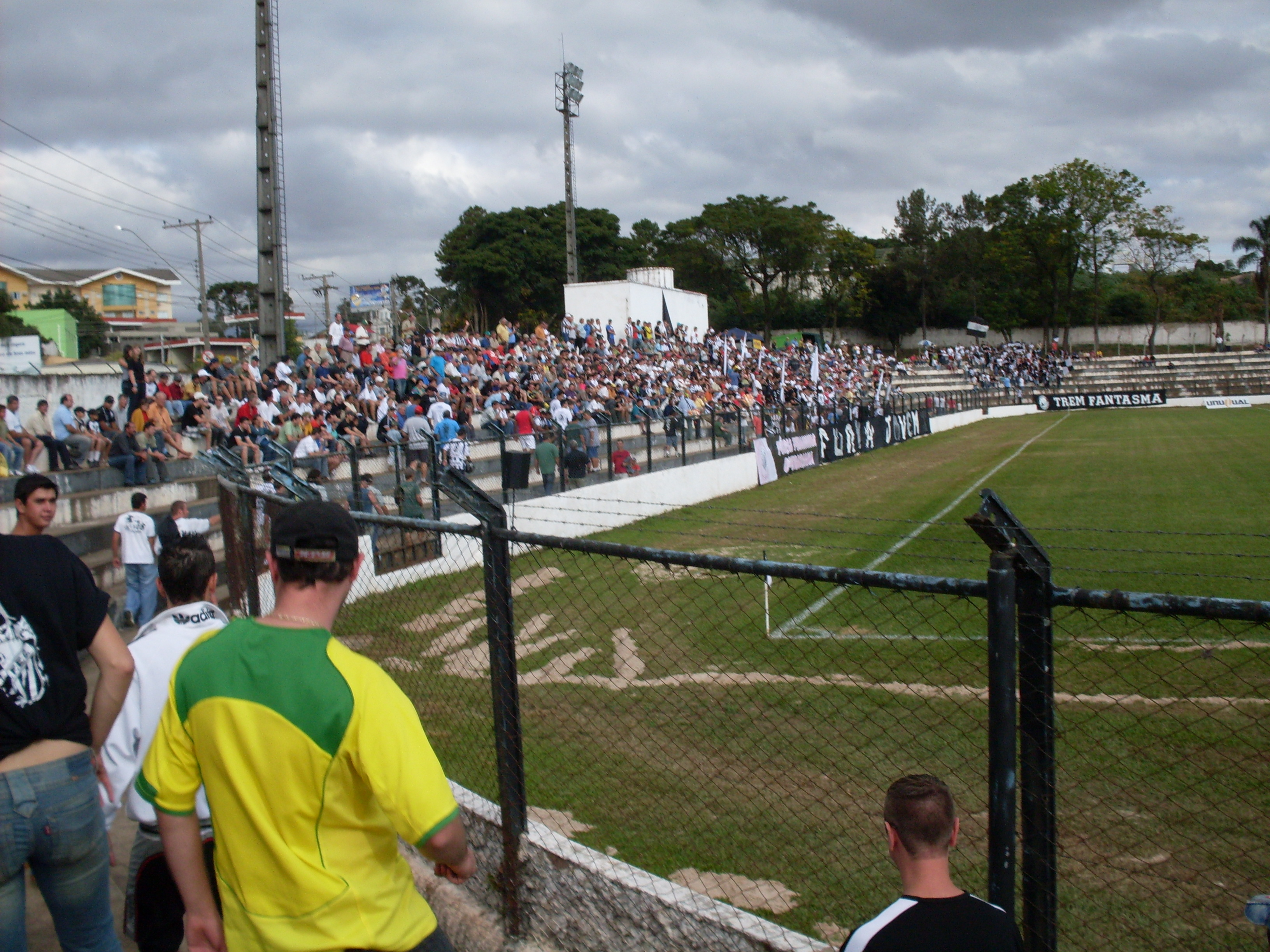
Germano Krüger
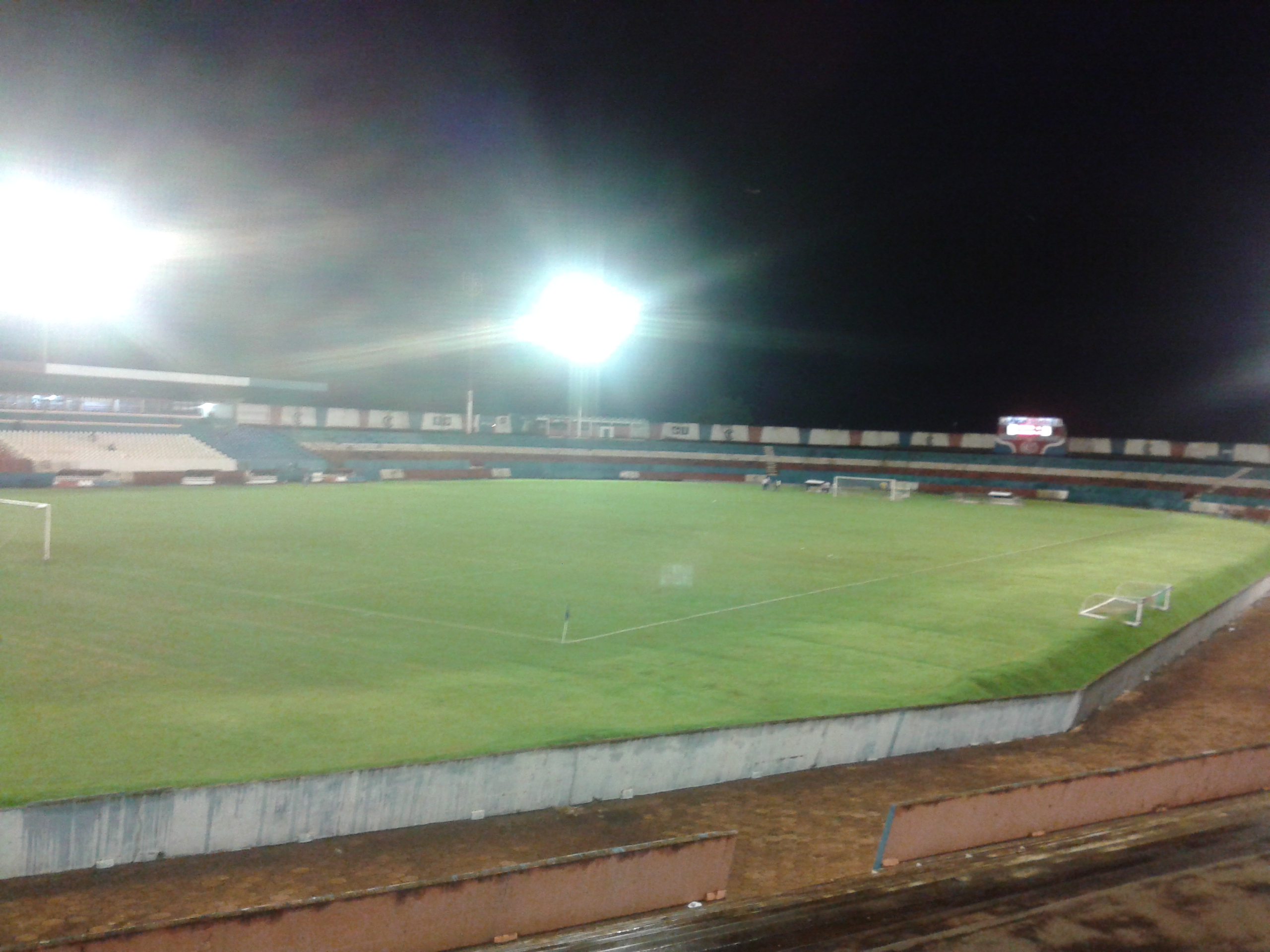
JK
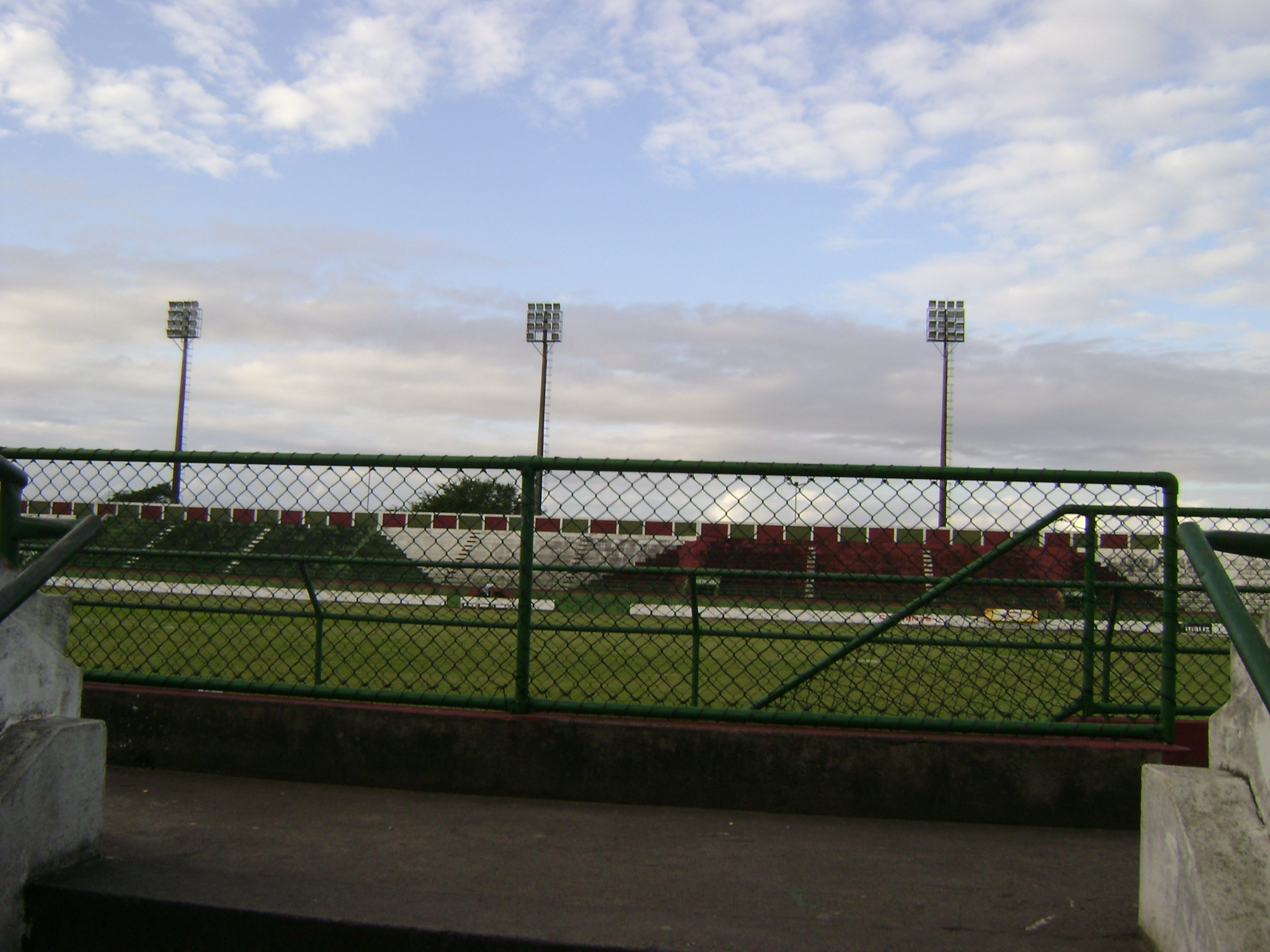
Joia da Princesa
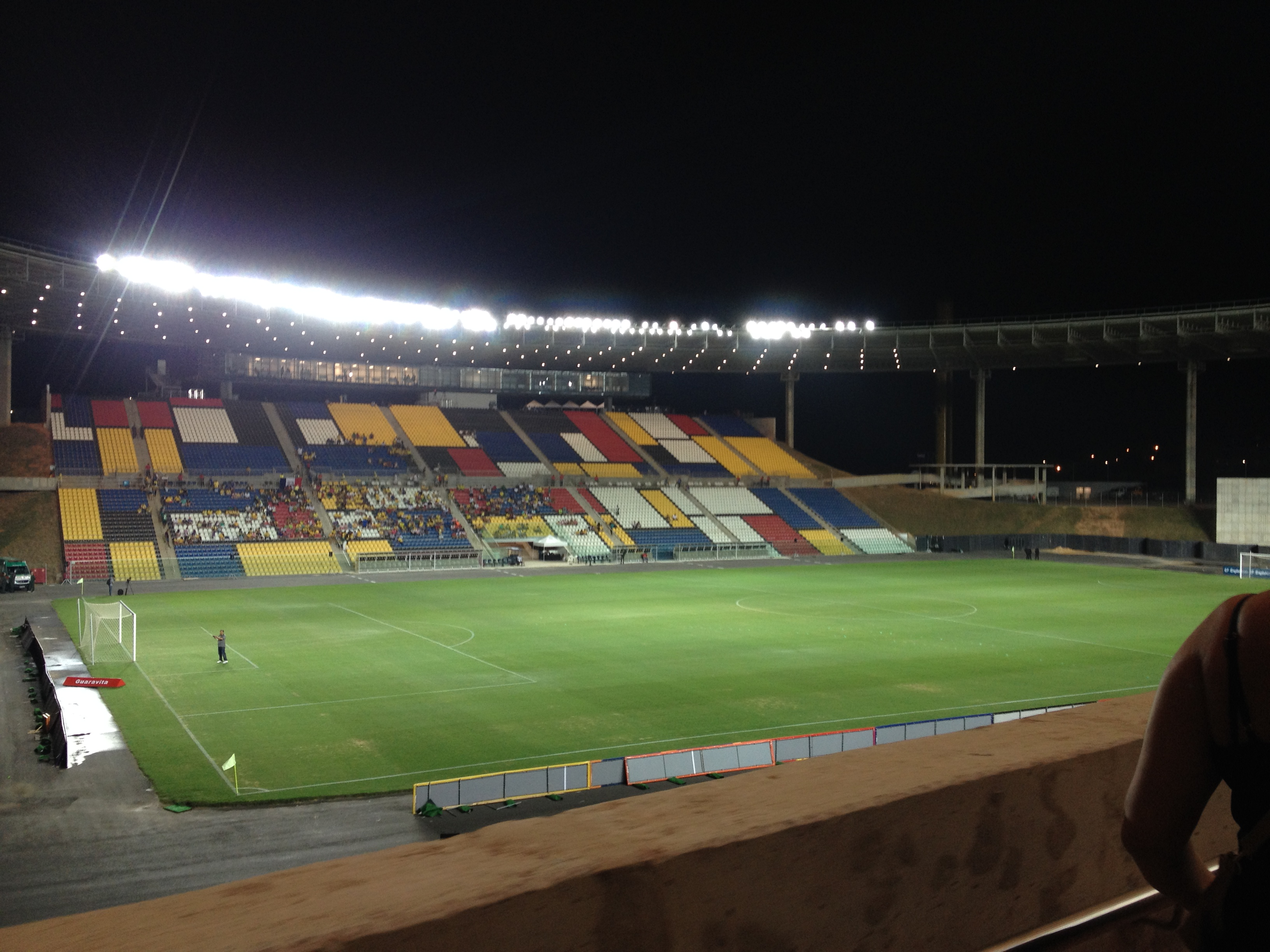
Kleber Andrade
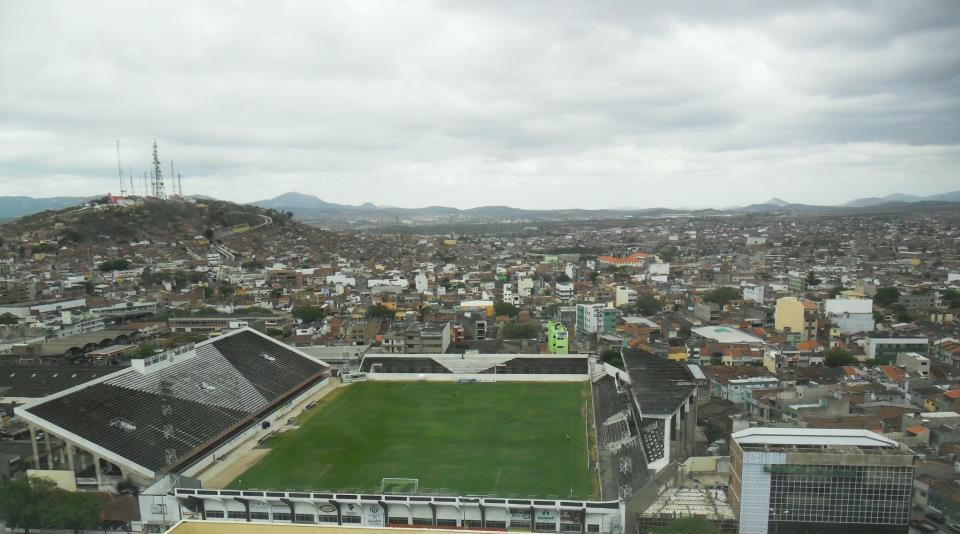
Luiz José de Lacerda
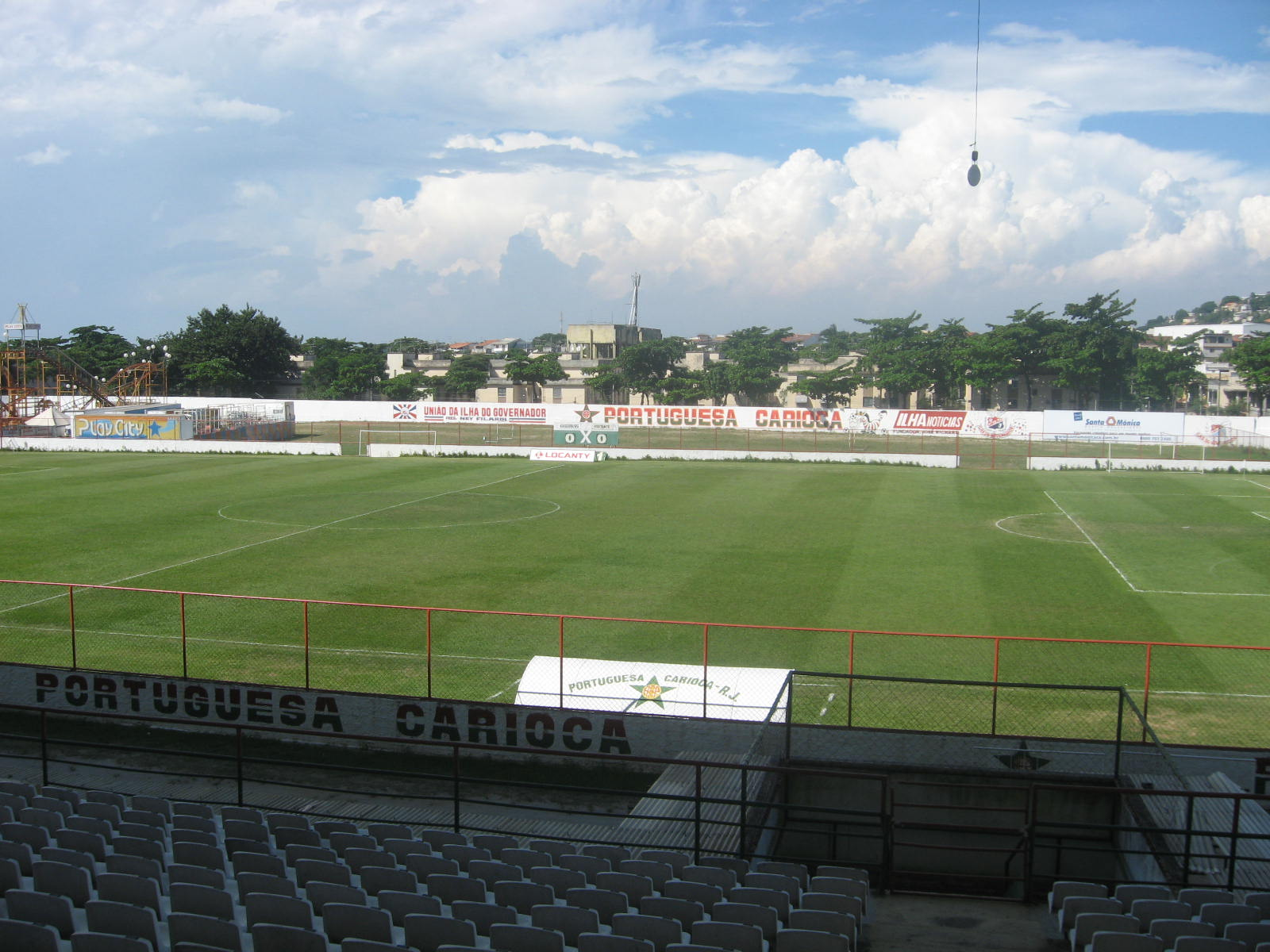
Luso Brasileiro
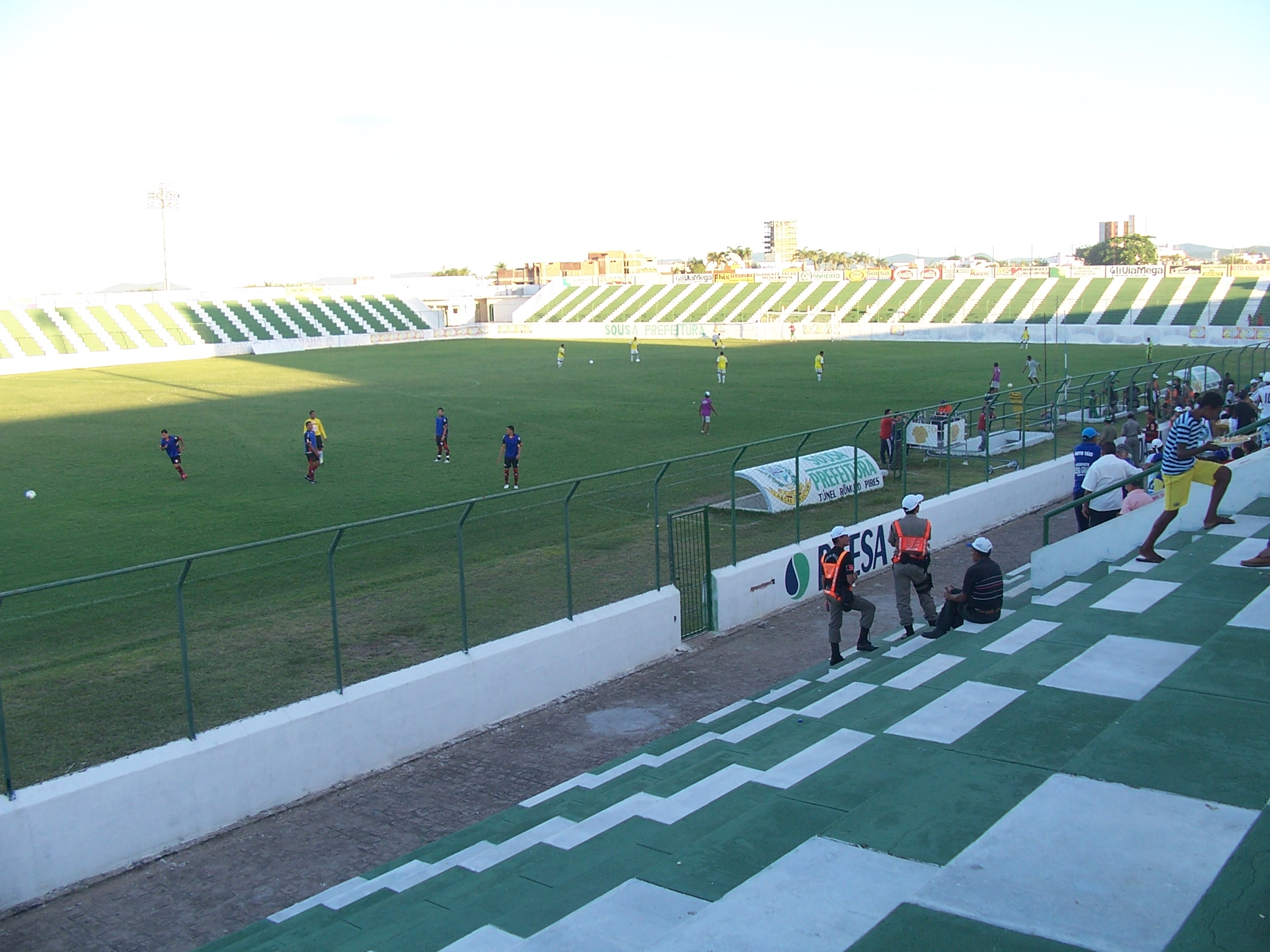
Marizão
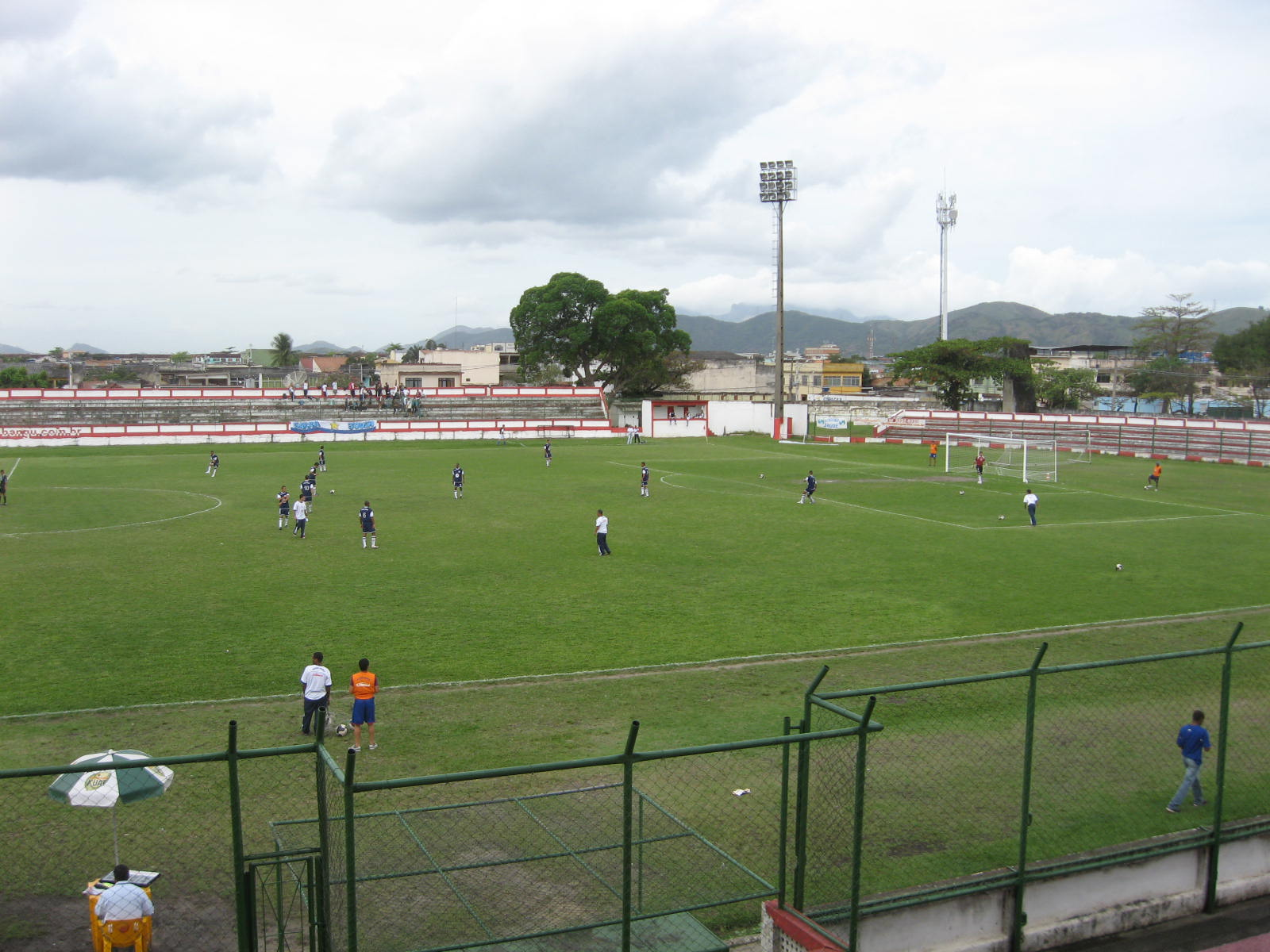
Moça Bonita
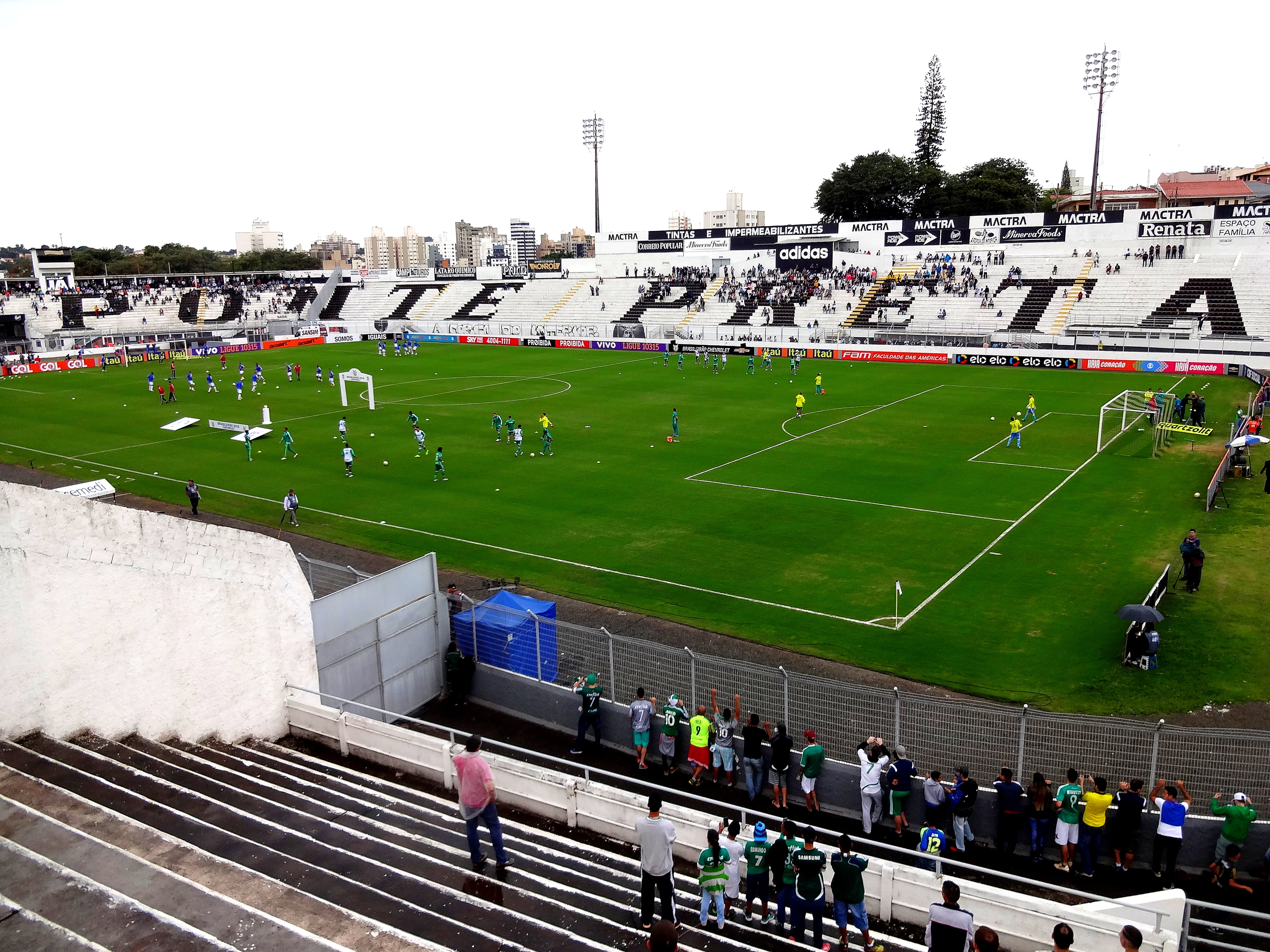
Moisés Lucarelli
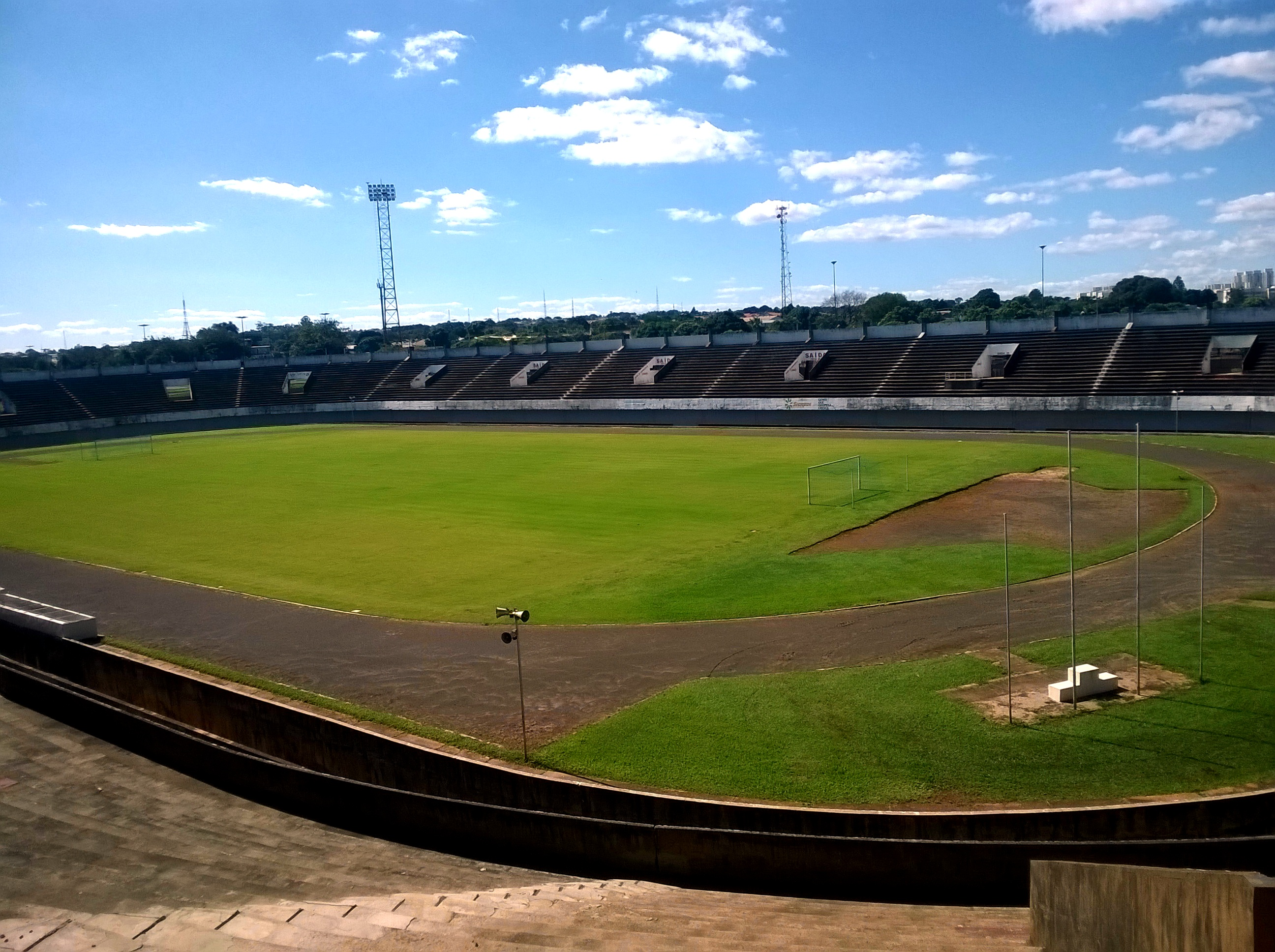
Morenão
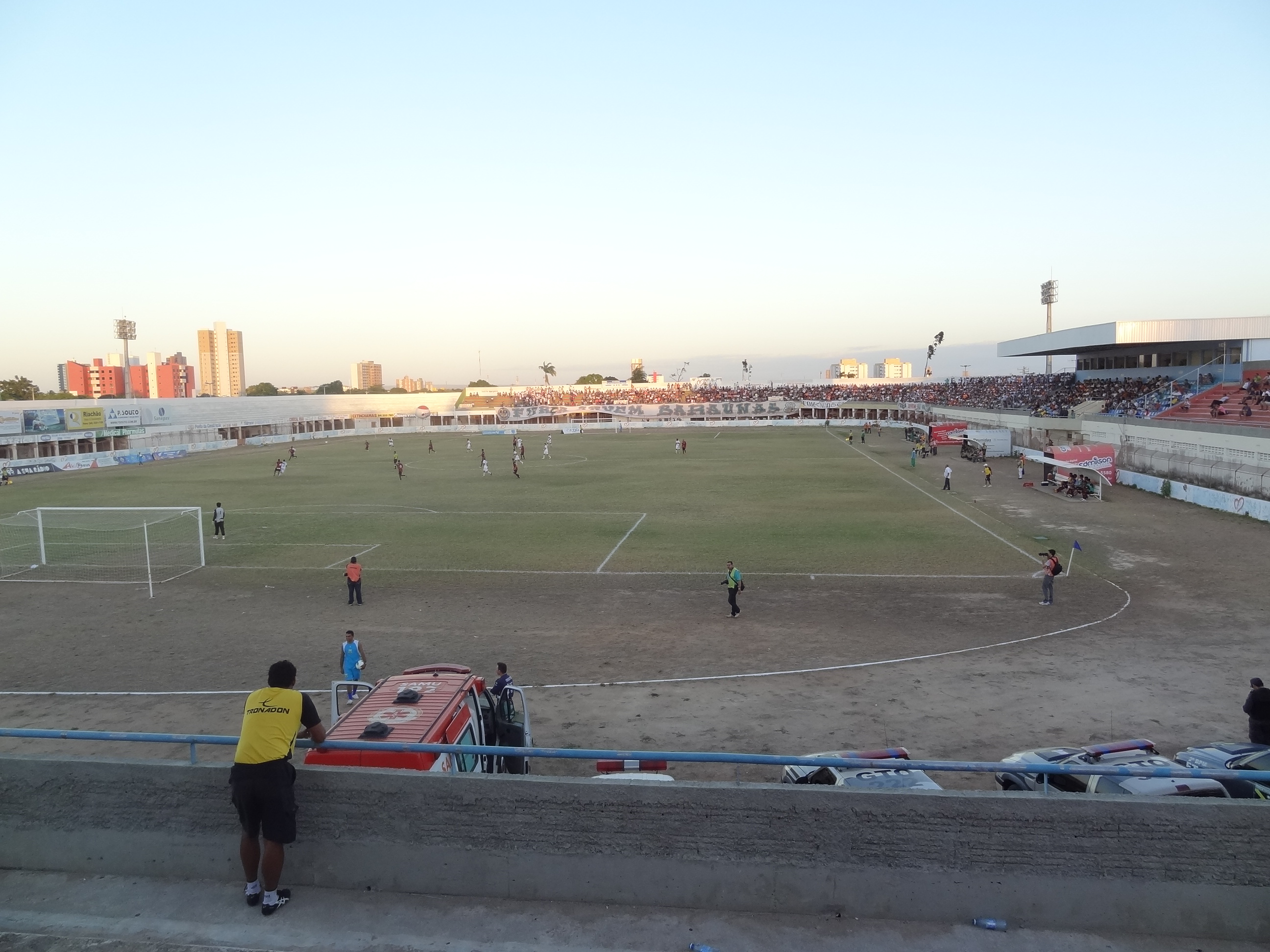
Nogueirão
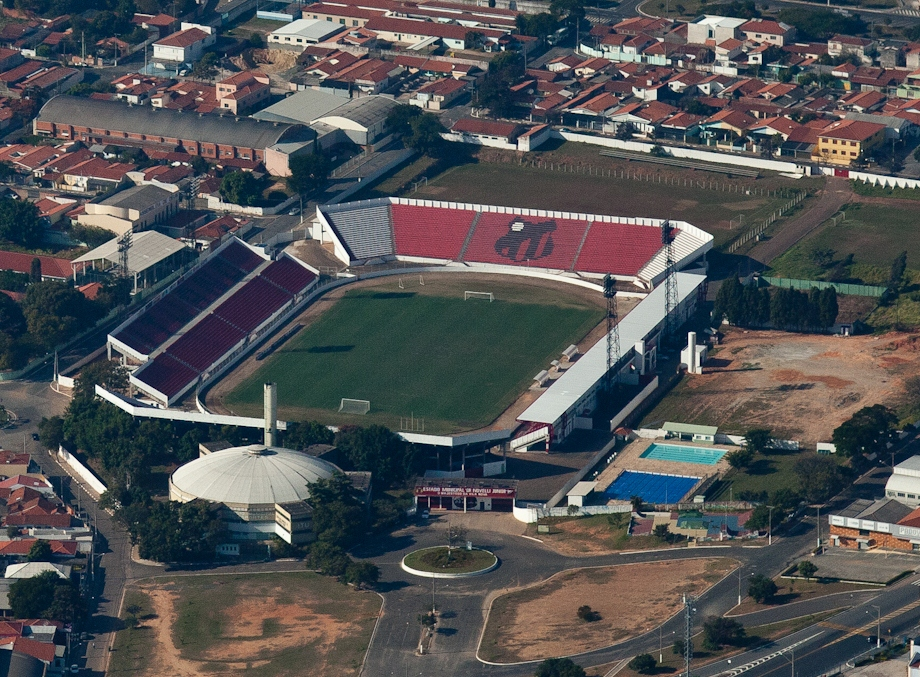
Novelli Júnior
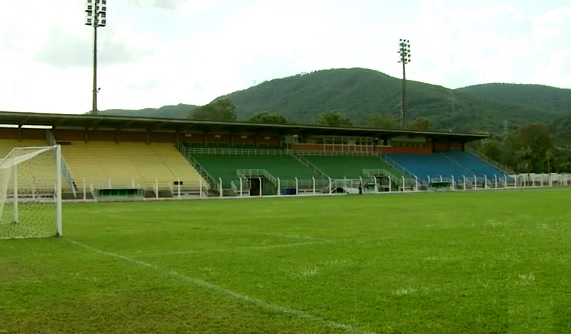
Ronaldão
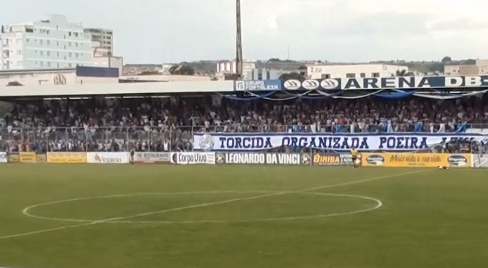
Zama Maciel
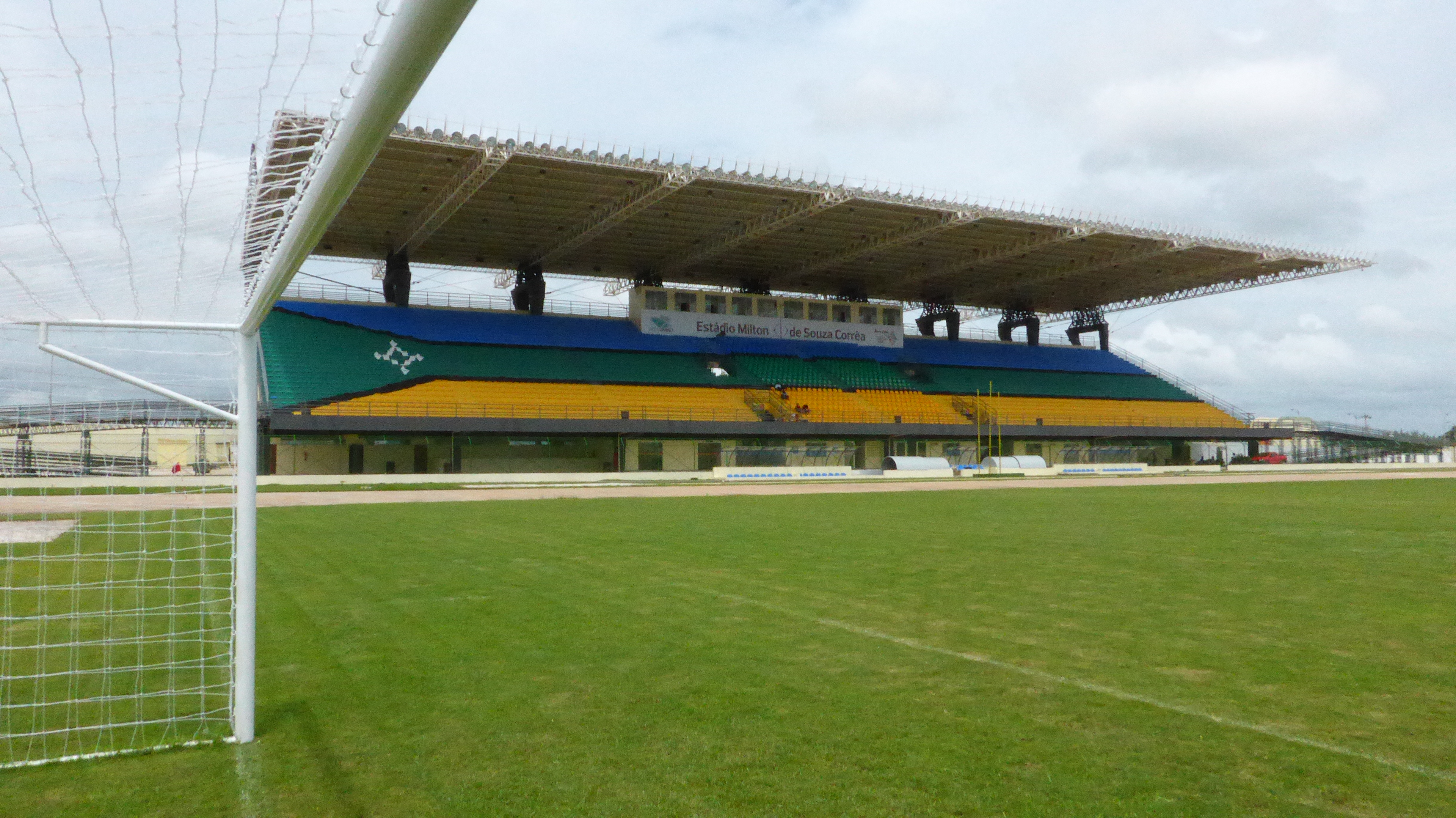
Zerão

### Outros estádios
Além dos estádios de mando usual, outros estádios foram utilizados devido a punições de perda de mando de campo impostas pelo Superior Tribunal de Justiça Desportiva ou por conta de problemas de interdição dos estádios usuais ou simplesmente por opção dos clubes em mandar seus jogos em outros locais, geralmente buscando uma melhor renda.

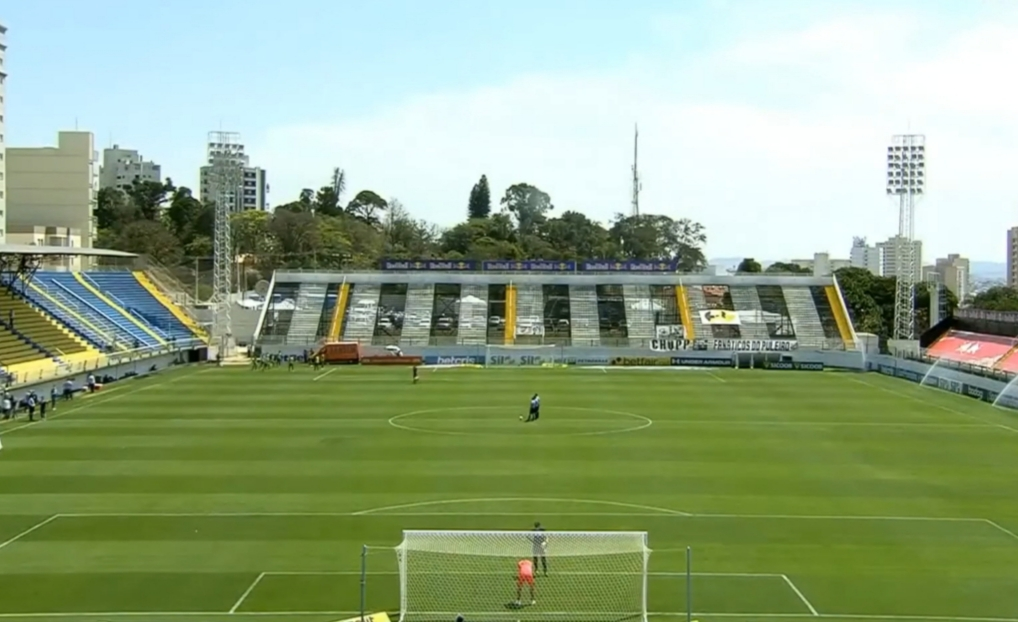
Nabi Abi Chedid (Bragança Paulista)

Ainda foram utilizados o Felipão (Altos), o Edgarzão (Assu) e o Morenão (Iguatu).

## Primeira fase
A CBF divulgou a tabela oficial no dia 9 de março e agrupou as equipes de forma regionalizada.
| Legenda | Legenda                                                          |
| ------- | ---------------------------------------------------------------- |
|         | Classificação para a próxima fase                                |
|         | Classificação para o índice técnico (15 melhores se classificam) |

### Grupo A1
| Pos | Equipes              | Pts | J | V | E | D | GP | GC | SG  |
| --- | -------------------- | --- | - | - | - | - | -- | -- | --- |
| 1   | Atlético Acreano     | 13  | 6 | 4 | 1 | 1 | 16 | 6  | +10 |
| 2   | Princesa do Solimões | 12  | 6 | 4 | 0 | 2 | 9  | 4  | +5  |
| 3   | Trem                 | 9   | 6 | 3 | 0 | 3 | 7  | 11 | –4  |
| 4   | Real Ariquemes       | 1   | 6 | 0 | 1 | 5 | 3  | 14 | –11 |

|                      | AAC | PSO | RDA | TRM |
| -------------------- | --- | --- | --- | --- |
| Atlético Acreano     | —   | 2–1 | 5–0 | 4–0 |
| Princesa do Solimões | 1–0 | —   | 3–0 | 3–0 |
| Real Ariquemes       | 2–2 | 0–1 | —   | 0–1 |
| Trem                 | 2–3 | 2–0 | 2–1 | —   |

### Grupo A2
| Pos | Equipes         | Pts | J | V | E | D | GP | GC | SG |
| --- | --------------- | --- | - | - | - | - | -- | -- | -- |
| 1   | Gurupi          | 11  | 6 | 3 | 2 | 1 | 9  | 6  | +3 |
| 2   | São Raimundo-PA | 71  | 6 | 3 | 1 | 2 | 11 | 7  | +4 |
| 3   | Fast Clube      | 7   | 6 | 1 | 4 | 1 | 6  | 7  | –1 |
| 4   | Baré            | 3   | 6 | 0 | 3 | 3 | 3  | 9  | –6 |

|                 | BAR | FAS | GUR | SRS |
| --------------- | --- | --- | --- | --- |
| Baré            | —   | 0–0 | 1–2 | 0–1 |
| Fast Clube      | 1–1 | —   | 1–1 | 3–2 |
| Gurupi          | 1–1 | 2–0 | —   | 3–1 |
| São Raimundo-PA | 4–0 | 1–1 | 2–0 | —   |

1O São Raimundo-PA foi punido pelo STJD com a perda de três pontos por escalação de jogador irregular.

### Grupo A3
| Pos | Equipes          | Pts | J | V | E | D | GP | GC | SG |
| --- | ---------------- | --- | - | - | - | - | -- | -- | -- |
| 1   | Rio Branco-AC    | 13  | 6 | 4 | 1 | 1 | 10 | 6  | +4 |
| 2   | São Francisco-PA | 9   | 6 | 2 | 3 | 1 | 7  | 6  | +1 |
| 3   | São Raimundo-RR  | 5   | 6 | 1 | 2 | 3 | 7  | 9  | –2 |
| 4   | Genus            | 5   | 6 | 1 | 2 | 3 | 7  | 10 | –3 |

|                  | GEN | RBA | SFR | SRR |
| ---------------- | --- | --- | --- | --- |
| Genus            | —   | 1–2 | 1–1 | 1–0 |
| Rio Branco-AC    | 3–1 | —   | 0–0 | 4–3 |
| São Francisco-PA | 3–2 | 0–1 | —   | 1–0 |
| São Raimundo-RR  | 1–1 | 1–0 | 2–2 | —   |

### Grupo A4
| Pos | Equipes               | Pts | J | V | E | D | GP | GC | SG |
| --- | --------------------- | --- | - | - | - | - | -- | -- | -- |
| 1   | Santos-AP             | 13  | 6 | 4 | 1 | 1 | 11 | 6  | +5 |
| 2   | Altos                 | 10  | 6 | 3 | 1 | 2 | 14 | 6  | +8 |
| 3   | Cordino               | 7   | 6 | 2 | 1 | 3 | 5  | 9  | –4 |
| 4   | Tocantins de Miracema | 4   | 6 | 1 | 1 | 4 | 5  | 14 | –9 |

|                       | ALT | CDN | SAP | TMI |
| --------------------- | --- | --- | --- | --- |
| Altos                 | —   | 4–0 | 1–2 | 4–0 |
| Cordino               | 2–1 | —   | 1–0 | 1–1 |
| Santos-AP             | 1–1 | 2–1 | —   | 5–2 |
| Tocantins de Miracema | 1–3 | 1–0 | 0–1 | —   |

### Grupo A5
| Pos | Equipes             | Pts | J | V | E | D | GP | GC | SG |
| --- | ------------------- | --- | - | - | - | - | -- | -- | -- |
| 1   | Guarany de Sobral   | 13  | 6 | 4 | 1 | 1 | 10 | 7  | +3 |
| 2   | Maranhão            | 10  | 6 | 3 | 1 | 2 | 9  | 4  | +5 |
| 3   | River-PI            | 9   | 6 | 3 | 0 | 3 | 8  | 9  | –1 |
| 4   | Potiguar de Mossoró | 2   | 6 | 0 | 2 | 4 | 4  | 11 | –7 |

|                     | GSO | MAR | POT | RIV |
| ------------------- | --- | --- | --- | --- |
| Guarany de Sobral   | —   | 2–1 | 2–2 | 2–1 |
| Maranhão            | 1–0 | —   | 3–0 | 3–0 |
| Potiguar de Mossoró | 1–2 | 0–0 | —   | 0–2 |
| River-PI            | 1–2 | 2–1 | 2–1 | —   |

### Grupo A6
| Pos | Equipes             | Pts | J | V | E | D | GP | GC | SG |
| --- | ------------------- | --- | - | - | - | - | -- | -- | -- |
| 1   | Globo               | 12  | 6 | 4 | 0 | 2 | 7  | 3  | +4 |
| 2   | Parnahyba           | 9   | 6 | 3 | 0 | 3 | 6  | 4  | +2 |
| 3   | América-PE          | 7   | 6 | 2 | 1 | 3 | 3  | 5  | –2 |
| 4   | Guarani de Juazeiro | 7   | 6 | 2 | 1 | 3 | 3  | 7  | –4 |

|                     | AMP | GLO | GJU | PNB |
| ------------------- | --- | --- | --- | --- |
| América-PE          | —   | 1–0 | 1–1 | 1–0 |
| Globo               | 1–0 | —   | 2–0 | 2–0 |
| Guarani de Juazeiro | 1–0 | 0–2 | —   | 1–0 |
| Parnahyba           | 2–0 | 2–0 | 2–0 | —   |

### Grupo A7
| Pos | Equipes     | Pts | J | V | E | D | GP | GC | SG |
| --- | ----------- | --- | - | - | - | - | -- | -- | -- |
| 1   | Juazeirense | 9   | 6 | 2 | 3 | 1 | 9  | 6  | +3 |
| 2   | Sousa       | 9   | 6 | 2 | 3 | 1 | 6  | 4  | +2 |
| 3   | Coruripe    | 7   | 6 | 2 | 1 | 3 | 9  | 10 | –1 |
| 4   | Central     | 7   | 6 | 2 | 1 | 3 | 7  | 11 | –4 |

|             | CEN | CRP | JZE | SOU |
| ----------- | --- | --- | --- | --- |
| Central     | —   | 3–2 | 1–1 | 0–1 |
| Coruripe    | 2–3 | —   | 2–3 | 1–0 |
| Juazeirense | 3–0 | 0–1 | —   | 0–0 |
| Sousa       | 2–0 | 1–1 | 2–2 | —   |

### Grupo A8
| Pos | Equipes               | Pts | J | V | E | D | GP | GC | SG |
| --- | --------------------- | --- | - | - | - | - | -- | -- | -- |
| 1   | Fluminense de Feira   | 9   | 6 | 2 | 3 | 1 | 9  | 5  | +4 |
| 2   | Campinense            | 8   | 6 | 2 | 2 | 2 | 6  | 5  | +1 |
| 3   | Atlético Pernambucano | 7   | 6 | 2 | 1 | 3 | 9  | 12 | –3 |
| 4   | Itabaiana             | 52  | 6 | 2 | 2 | 2 | 8  | 10 | –2 |

|                       | CAP | CMP | FLF | ITA |
| --------------------- | --- | --- | --- | --- |
| Atlético Pernambucano | —   | 4–3 | 1–0 | 2–2 |
| Campinense            | 2–0 | —   | 0–0 | 1–0 |
| Fluminense de Feira   | 3–1 | 0–0 | —   | 2–2 |
| Itabaiana             | 2–1 | 1–0 | 1–4 | —   |

2O Itabaiana foi punido pelo STJD com a perda de três pontos por escalação de jogador irregular.

### Grupo A9
| Pos | Equipes          | Pts | J | V | E | D | GP | GC | SG |
| --- | ---------------- | --- | - | - | - | - | -- | -- | -- |
| 1   | América de Natal | 15  | 6 | 5 | 0 | 1 | 13 | 4  | +9 |
| 2   | Jacobina         | 9   | 6 | 3 | 0 | 3 | 9  | 9  | 0  |
| 3   | Sergipe          | 6   | 6 | 2 | 0 | 4 | 7  | 11 | –4 |
| 4   | Murici           | 6   | 6 | 2 | 0 | 4 | 7  | 12 | –5 |

|                  | AMN | JBN | MUR | SER |
| ---------------- | --- | --- | --- | --- |
| América de Natal | —   | 3–1 | 3–0 | 3–2 |
| Jacobina         | 1–0 | —   | 3–0 | 2–1 |
| Murici           | 0–2 | 3–2 | —   | 3–0 |
| Sergipe          | 0–2 | 2–0 | 2–1 | —   |

### Grupo A10
| Pos | Equipes      | Pts | J | V | E | D | GP | GC | SG |
| --- | ------------ | --- | - | - | - | - | -- | -- | -- |
| 1   | Ceilândia    | 10  | 6 | 3 | 1 | 2 | 8  | 5  | +3 |
| 2   | Comercial-MS | 10  | 6 | 3 | 1 | 2 | 10 | 9  | +1 |
| 3   | Anápolis     | 9   | 6 | 2 | 3 | 1 | 8  | 6  | +2 |
| 4   | Sinop        | 3   | 6 | 0 | 3 | 3 | 5  | 11 | –6 |

|              | APS | CEI | ECC | SIN |
| ------------ | --- | --- | --- | --- |
| Anápolis     | —   | 2–0 | 1–1 | 0–0 |
| Ceilândia    | 1–0 | —   | 0–1 | 3–0 |
| Comercial-MS | 2–3 | 1–3 | —   | 2–0 |
| Sinop        | 2–2 | 1–1 | 2–3 | —   |

### Grupo A11
| Pos | Equipes            | Pts | J | V | E | D | GP | GC | SG  |
| --- | ------------------ | --- | - | - | - | - | -- | -- | --- |
| 1   | União Rondonópolis | 11  | 6 | 3 | 2 | 1 | 8  | 6  | +2  |
| 2   | Aparecidense       | 10  | 6 | 3 | 1 | 2 | 10 | 8  | +2  |
| 3   | Luziânia           | 10  | 6 | 2 | 4 | 0 | 11 | 5  | +6  |
| 4   | Sete de Dourados   | 1   | 6 | 0 | 1 | 5 | 3  | 13 | –10 |

|                    | APA | LUZ | SET | UNR |
| ------------------ | --- | --- | --- | --- |
| Aparecidense       | —   | 0–1 | 2–1 | 3–0 |
| Luziânia           | 3–3 | —   | 5–0 | 1–1 |
| Sete de Dourados   | 1–2 | 0–0 | —   | 1–2 |
| União Rondonópolis | 2–0 | 1–1 | 2–0 | —   |

### Grupo A12
| Pos | Equipes       | Pts | J | V | E | D | GP | GC | SG |
| --- | ------------- | --- | - | - | - | - | -- | -- | -- |
| 1   | Portuguesa-RJ | 14  | 6 | 4 | 2 | 0 | 9  | 2  | +7 |
| 2   | URT           | 10  | 6 | 3 | 1 | 2 | 4  | 5  | –1 |
| 3   | Itumbiara     | 8   | 6 | 2 | 2 | 2 | 5  | 6  | –1 |
| 4   | Audax         | 1   | 6 | 0 | 1 | 5 | 4  | 9  | –5 |

|               | GOA | IBR | AAP | URT |
| ------------- | --- | --- | --- | --- |
| Audax         | —   | 2–2 | 0–1 | 0–1 |
| Itumbiara     | 1–0 | —   | 1–1 | 0–1 |
| Portuguesa-RJ | 2–1 | 2–0 | —   | 3–0 |
| URT           | 2–1 | 0–1 | 0–0 | —   |

### Grupo A13
| Pos | Equipes                | Pts | J | V | E | D | GP | GC | SG |
| --- | ---------------------- | --- | - | - | - | - | -- | -- | -- |
| 1   | Villa Nova             | 9   | 6 | 2 | 3 | 1 | 6  | 6  | 0  |
| 2   | Desportiva Ferroviária | 8   | 6 | 2 | 2 | 2 | 5  | 5  | 0  |
| 3   | Bangu                  | 8   | 6 | 2 | 2 | 2 | 7  | 8  | –1 |
| 4   | Portuguesa             | 7   | 6 | 2 | 1 | 3 | 5  | 4  | +1 |

|                        | BAN | DES | POR | VNO |
| ---------------------- | --- | --- | --- | --- |
| Bangu                  | —   | 0–1 | 1–0 | 1–1 |
| Desportiva Ferroviária | 2–2 | —   | 1–0 | 0–0 |
| Portuguesa             | 3–0 | 1–0 | —   | 0–0 |
| Villa Nova             | 1–3 | 2–1 | 2–1 | —   |

### Grupo A14
| Pos | Equipes         | Pts | J | V | E | D | GP | GC | SG |
| --- | --------------- | --- | - | - | - | - | -- | -- | -- |
| 1   | Boavista-RJ     | 11  | 6 | 3 | 2 | 1 | 10 | 7  | +3 |
| 2   | Espírito Santo  | 9   | 6 | 2 | 3 | 1 | 6  | 4  | +2 |
| 3   | Red Bull Brasil | 7   | 6 | 2 | 1 | 3 | 5  | 5  | 0  |
| 4   | Caldense        | 6   | 6 | 2 | 0 | 4 | 6  | 11 | –5 |

|                 | BVT | CAL | ESA | RBR |
| --------------- | --- | --- | --- | --- |
| Boavista-RJ     | —   | 3–1 | 2–2 | 0–2 |
| Caldense        | 1–3 | —   | 0–2 | 2–0 |
| Espírito Santo  | 1–1 | 0–1 | —   | 0–0 |
| Red Bull Brasil | 0–1 | 3–1 | 0–1 | —   |

### Grupo A15
| Pos | Equipes          | Pts | J | V | E | D | GP | GC | SG |
| --- | ---------------- | --- | - | - | - | - | -- | -- | -- |
| 1   | Operário-PR      | 12  | 6 | 4 | 0 | 2 | 6  | 3  | +3 |
| 2   | Brusque          | 10  | 6 | 3 | 1 | 2 | 8  | 5  | +3 |
| 3   | XV de Piracicaba | 9   | 6 | 3 | 0 | 3 | 7  | 8  | –1 |
| 4   | São Paulo-RS     | 4   | 6 | 1 | 1 | 4 | 7  | 12 | –5 |

|                  | BRU | OPF | SPO | XVP |
| ---------------- | --- | --- | --- | --- |
| Brusque          | —   | 1–0 | 3–1 | 3–1 |
| Operário-PR      | 1–0 | —   | 3–1 | 1–0 |
| São Paulo-RS     | 1–1 | 1–0 | —   | 3–4 |
| XV de Piracicaba | 1–0 | 0–1 | 1–0 | —   |

### Grupo A16
| Pos | Equipes        | Pts | J | V | E | D | GP | GC | SG |
| --- | -------------- | --- | - | - | - | - | -- | -- | -- |
| 1   | São Bernardo   | 13  | 6 | 4 | 1 | 1 | 7  | 3  | +4 |
| 2   | Inter de Lages | 8   | 6 | 2 | 2 | 2 | 4  | 4  | 0  |
| 3   | Foz do Iguaçu  | 6   | 6 | 1 | 3 | 2 | 4  | 6  | –2 |
| 4   | Novo Hamburgo  | 5   | 6 | 1 | 2 | 3 | 4  | 6  | –2 |

|                | FOZ | ILG | NHA | SBE |
| -------------- | --- | --- | --- | --- |
| Foz do Iguaçu  | —   | 1–1 | 0–0 | 2–1 |
| Inter de Lages | 1–0 | —   | 1–0 | 0–0 |
| Novo Hamburgo  | 1–1 | 2–1 | —   | 0–1 |
| São Bernardo   | 2–0 | 1–0 | 2–1 | —   |

### Grupo A17
| Pos | Equipes       | Pts | J | V | E | D | GP | GC | SG |
| --- | ------------- | --- | - | - | - | - | -- | -- | -- |
| 1   | São José-RS   | 12  | 6 | 4 | 0 | 2 | 13 | 4  | +9 |
| 2   | Metropolitano | 10  | 6 | 3 | 1 | 2 | 3  | 5  | –2 |
| 3   | Ituano        | 8   | 6 | 2 | 2 | 2 | 4  | 4  | 0  |
| 4   | PSTC          | 4   | 6 | 1 | 1 | 4 | 3  | 10 | –7 |

|               | ITU | MET | PSTC | SJO |
| ------------- | --- | --- | ---- | --- |
| Ituano        | —   | 0–0 | 0–0  | 2–1 |
| Metropolitano | 0–1 | —   | 1–0  | 1–0 |
| PSTC          | 2–1 | 0–1 | —    | 1–3 |
| São José-RS   | 1–0 | 4–0 | 4–0  | —   |

### Desempenho por rodada
|           | 1   | 2   | 3   | 4   | 5   | 6   |
| Grupo A1  | PSO | AAC | AAC | AAC | AAC | AAC |
| Grupo A2  | SRS | FAS | SRS | SRS | SRS | GUR |
| Grupo A3  | RBA | RBA | RBA | RBA | RBA | RBA |
| Grupo A4  | ALT | ALT | ALT | ALT | SAP | SAP |
| Grupo A5  | GSO | MAR | MAR | MAR | GSO | GSO |
| Grupo A6  | PNB | PNB | AMP | PNB | PNB | GLO |
| Grupo A7  | SOU | SOU | SOU | JZE | JZE | JZE |
| Grupo A8  | FLF | FLF | FLF | FLF | FLF | FLF |
| Grupo A9  | AMN | AMN | AMN | AMN | AMN | AMN |
| Grupo A10 | ECC | ECC | CEI | CEI | CEI | CEI |
| Grupo A11 | UNR | UNR | LUZ | LUZ | APA | UNR |
| Grupo A12 | AAP | AAP | AAP | AAP | AAP | AAP |
| Grupo A13 | BAN | BAN | BAN | BAN | VNO | VNO |
| Grupo A14 | BVT | BVT | BVT | RBR | BVT | BVT |
| Grupo A15 | OPF | BRU | BRU | OPF | OPF | OPF |
| Grupo A16 | ILG | SBE | SBE | SBE | SBE | SBE |
| Grupo A17 | ITU | SJO | SJO | SJO | SJO | SJO |

|           | 1    | 2   | 3   | 4    | 5    | 6    |
| Grupo A1  | RDA  | RDA | RDA | RDA  | RDA  | RDA  |
| Grupo A2  | GUR  | GUR | GUR | BAR  | BAR  | BAR  |
| Grupo A3  | SRR  | SFR | SRR | GEN  | SRR  | GEN  |
| Grupo A4  | TMI  | TMI | CDN | CDN  | TMI  | TMI  |
| Grupo A5  | RIV  | RIV | POT | POT  | POT  | POT  |
| Grupo A6  | GLO  | GJU | GLO | GJU  | GJU  | GJU  |
| Grupo A7  | CEN  | CRP | CRP | CEN  | CRP  | CEN  |
| Grupo A8  | ITA  | ITA | ITA | ITA  | ITA  | ITA  |
| Grupo A9  | MUR  | SER | SER | SER  | SER  | MUR  |
| Grupo A10 | SIN  | SIN | SIN | SIN  | SIN  | SIN  |
| Grupo A11 | SET  | SET | SET | SET  | SET  | SET  |
| Grupo A12 | URT  | URT | GOA | GOA  | GOA  | GOA  |
| Grupo A13 | VNO  | VNO | POR | POR  | DES  | POR  |
| Grupo A14 | CAL  | CAL | ESA | CAL  | ESA  | CAL  |
| Grupo A15 | SPO  | XVP | SPO | XVP  | SPO  | SPO  |
| Grupo A16 | NHA  | NHA | FOZ | FOZ  | FOZ  | NHA  |
| Grupo A17 | PSTC | MET | MET | PSTC | PSTC | PSTC |

## Classificação para a segunda fase
Para os confrontos da segunda fase, os 32 clubes classificados serão divididos em dois blocos: no Bloco I ficarão as 16 equipes classificadas em primeiro lugar com melhores campanhas na primeira fase; no Bloco II, a equipe classificada em primeiro lugar com pior campanha entre os primeiros colocados na primeira fase se juntará às 15 equipes classificadas em segundo lugar com melhores campanhas entre elas.
Classificação das equipes para a segunda fase
| Pos. | Primeiros dos grupos | Pts | J | V | E | D | GP | GC | SG  |
| ---- | -------------------- | --- | - | - | - | - | -- | -- | --- |
| 1    | América de Natal     | 15  | 6 | 5 | 0 | 1 | 13 | 4  | +9  |
| 2    | Portuguesa-RJ        | 14  | 6 | 4 | 2 | 0 | 9  | 2  | +7  |
| 3    | Atlético Acreano     | 13  | 6 | 4 | 1 | 1 | 16 | 6  | +10 |
| 4    | Santos-AP            | 13  | 6 | 4 | 1 | 1 | 11 | 6  | +5  |
| 5    | Rio Branco-AC        | 13  | 6 | 4 | 1 | 1 | 10 | 6  | +4  |
| 6    | São Bernardo         | 13  | 6 | 4 | 1 | 1 | 7  | 3  | +4  |
| 7    | Guarany de Sobral    | 13  | 6 | 4 | 1 | 1 | 10 | 7  | +3  |
| 8    | São José-RS          | 12  | 6 | 4 | 0 | 2 | 13 | 4  | +9  |
| 9    | Globo                | 12  | 6 | 4 | 0 | 2 | 7  | 3  | +4  |
| 10   | Operário-PR          | 12  | 6 | 4 | 0 | 2 | 6  | 3  | +3  |
| 11   | Boavista-RJ          | 11  | 6 | 3 | 2 | 1 | 10 | 7  | +3  |
| 12   | Gurupi               | 11  | 6 | 3 | 2 | 1 | 9  | 6  | +3  |
| 13   | União Rondonópolis   | 11  | 6 | 3 | 2 | 1 | 8  | 6  | +2  |
| 14   | Ceilândia            | 10  | 6 | 3 | 1 | 2 | 8  | 5  | +3  |
| 15   | Fluminense de Feira  | 9   | 6 | 2 | 3 | 1 | 9  | 5  | +4  |
| 16   | Juazeirense          | 9   | 6 | 2 | 3 | 1 | 9  | 6  | +3  |
| 17   | Villa Nova           | 9   | 6 | 2 | 3 | 1 | 6  | 6  | 0   |

| Pos. | Segundos dos grupos    | Pts | J | V | E | D | GP | GC | SG |
| ---- | ---------------------- | --- | - | - | - | - | -- | -- | -- |
| 1    | Princesa do Solimões   | 12  | 6 | 4 | 0 | 2 | 9  | 4  | +5 |
| 2    | Altos                  | 10  | 6 | 3 | 1 | 2 | 14 | 6  | +8 |
| 3    | Maranhão               | 10  | 6 | 3 | 1 | 2 | 9  | 4  | +5 |
| 4    | Brusque                | 10  | 6 | 3 | 1 | 2 | 8  | 5  | +3 |
| 5    | Aparecidense           | 10  | 6 | 3 | 1 | 2 | 10 | 8  | +2 |
| 6    | Comercial-MS           | 10  | 6 | 3 | 1 | 2 | 10 | 9  | +1 |
| 7    | URT                    | 10  | 6 | 3 | 1 | 2 | 4  | 5  | –1 |
| 8    | Metropolitano          | 10  | 6 | 3 | 1 | 2 | 3  | 5  | –2 |
| 9    | Parnahyba              | 9   | 6 | 3 | 0 | 3 | 6  | 4  | +2 |
| 10   | Jacobina               | 9   | 6 | 3 | 0 | 3 | 9  | 9  | 0  |
| 11   | Espírito Santo         | 9   | 6 | 2 | 3 | 1 | 6  | 4  | +2 |
| 12   | Sousa                  | 9   | 6 | 2 | 3 | 1 | 6  | 4  | +2 |
| 13   | São Francisco-PA       | 9   | 6 | 2 | 3 | 1 | 7  | 6  | +1 |
| 14   | Campinense             | 8   | 6 | 2 | 2 | 2 | 6  | 5  | +1 |
| 15   | Desportiva Ferroviária | 8   | 6 | 2 | 2 | 2 | 5  | 5  | 0  |
| 16   | Inter de Lages         | 8   | 6 | 2 | 2 | 2 | 4  | 4  | 0  |
| 17   | São Raimundo-PA        | 71  | 6 | 3 | 1 | 2 | 11 | 7  | +4 |

|  |                                                                               |
|  | Classificados para o Bloco I (16 melhores primeiros colocados)                |
|  | Classificados para o Bloco II (pior primeiro colocado e 15 melhores segundos) |
|  | Eliminados na primeira fase (dois piores segundos colocados)                  |

1O São Raimundo-PA foi punido pelo STJD com a perda de três pontos por escalação de jogador irregular.
As 16 equipes classificadas para o Bloco I receberão numeração de 1 a 16 de acordo com a ordem numérica de seus grupos de origem. Já as 16 equipes classificadas para o Bloco II receberão numeração de 17 a 32 de acordo com a ordem numérica de seus grupos de origem. Em caso de duas equipes oriundas de um mesmo grupo estarem no mesmo bloco, o que só é possível no Bloco II, a equipe que terminou em primeiro lugar receberá o menor número.
Numeração das equipes nos blocos
| Bloco I | Bloco I | Bloco I             |
| Nº      | Grupo   | Equipes             |
| ------- | ------- | ------------------- |
| 1       | A1      | Atlético Acreano    |
| 2       | A2      | Gurupi              |
| 3       | A3      | Rio Branco-AC       |
| 4       | A4      | Santos-AP           |
| 5       | A5      | Guarany de Sobral   |
| 6       | A6      | Globo               |
| 7       | A7      | Juazeirense         |
| 8       | A8      | Fluminense de Feira |
| 9       | A9      | América de Natal    |
| 10      | A10     | Ceilândia           |
| 11      | A11     | União Rondonópolis  |
| 12      | A12     | Portuguesa-RJ       |
| 13      | A14     | Boavista-RJ         |
| 14      | A15     | Operário-PR         |
| 15      | A16     | São Bernardo        |
| 16      | A17     | São José-RS         |

| Bloco II | Bloco II | Bloco II               |
| Nº       | Grupo    | Equipes                |
| -------- | -------- | ---------------------- |
| 17       | A1       | Princesa do Solimões   |
| 18       | A3       | São Francisco-PA       |
| 19       | A4       | Altos                  |
| 20       | A5       | Maranhão               |
| 21       | A6       | Parnahyba              |
| 22       | A7       | Sousa                  |
| 23       | A8       | Campinense             |
| 24       | A9       | Jacobina               |
| 25       | A10      | Comercial-MS           |
| 26       | A11      | Aparecidense           |
| 27       | A12      | URT                    |
| 28       | A13      | Villa Nova             |
| 29       | A13      | Desportiva Ferroviária |
| 30       | A14      | Espírito Santo         |
| 31       | A15      | Brusque                |
| 32       | A17      | Metropolitano          |

## Segunda fase
O cruzamento das equipes na segunda fase se dará de forma regionalizada, com os confrontos ocorrendo do seguinte modo: o primeiro de cada bloco enfrenta o segundo do outro (equipe 1 x equipe 18 e equipe 2 x equipe 17); o terceiro de cada bloco enfrenta o quarto do outro (equipe 3 x equipe 20 e equipe 4 x equipe 19) e assim por diante, até que o 15º de cada bloco enfrenta o 16º do outro (equipe 15 x equipe 32 e equipe 16 x equipe 31).
Em itálico, os times que possuem o mando de campo no primeiro jogo do confronto e em negrito os times classificados.
| Equipe 1               | Total       | Equipe 2            | 1.º jogo | 2.º jogo |
| ---------------------- | ----------- | ------------------- | -------- | -------- |
| São Francisco-PA       | 3–6         | Atlético Acreano    | 3–3      | 0–3      |
| Princesa do Solimões   | 4–4 (gf)    | Gurupi              | 3–3      | 1–1      |
| Maranhão               | 3–1         | Rio Branco-AC       | 2–0      | 1–1      |
| Altos                  | 3–3 (gf)    | Santos-AP           | 2–2      | 1–1      |
| Sousa                  | 4–4 (3–4 p) | Guarany de Sobral   | 3–1      | 1–3      |
| Parnahyba              | 2–5         | Globo               | 2–3      | 0–2      |
| Jacobina               | 3–5         | Juazeirense         | 2–2      | 1–3      |
| Campinense             | 1–1 (gf)    | Fluminense de Feira | 1–1      | 0–0      |
| Aparecidense           | 0–1         | América de Natal    | 0–0      | 0–1      |
| Comercial-MS           | 1–2         | Ceilândia           | 0–1      | 1–1      |
| Villa Nova             | 4–1         | União Rondonópolis  | 2–0      | 2–1      |
| URT                    | 2–1         | Portuguesa-RJ       | 1–0      | 1–1      |
| Espírito Santo         | 4–1         | Boavista-RJ         | 1–0      | 3–1      |
| Desportiva Ferroviária | 1–4         | Operário-PR         | 0–2      | 1–2      |
| Metropolitano          | 3–4         | São Bernardo        | 1–1      | 2–3      |
| Brusque                | 2–2 (gf)    | São José-RS         | 2–1      | 0–1      |

## Terceira fase
Os confrontos na terceira fase (oitavas de final) continuam regionalizados, de acordo com o diagrama das fases. O clube de melhor campanha na soma das duas primeiras fases fará a partida de volta como mandante.
Em itálico, os times que possuem o mando de campo no primeiro jogo do confronto e em negrito os times classificados.
| Equipe 1            | Total       | Equipe 2         | 1.º jogo | 2.º jogo |
| ------------------- | ----------- | ---------------- | -------- | -------- |
| Gurupi              | 1–3         | Atlético Acreano | 1–0      | 0–3      |
| Maranhão            | 4–4 (4–3 p) | Santos-AP        | 2–2      | 2–2      |
| Guarany de Sobral   | 1–4         | Globo            | 0–1      | 1–3      |
| Fluminense de Feira | 3–3 (gf)    | Juazeirense      | 3–3      | 0–0      |
| Ceilândia           | 1–3         | América de Natal | 0–1      | 1–2      |
| URT                 | 1–1 (gf)    | Villa Nova       | 0–0      | 1–1      |
| Espírito Santo      | 1–1 (2–4 p) | Operário-PR      | 1–0      | 0–1      |
| São José-RS         | 0–0 (4–3 p) | São Bernardo     | 0–0      | 0–0      |

## Fase final
A partir da quarta fase (quartas de final), os confrontos deixam de ser regionalizados. Dessa fase em diante, a equipe de melhor campanha, somando-se todas as fases anteriores, enfrenta a de pior campanha; a equipe de segunda melhor campanha enfrenta a de segunda pior campanha, e assim sucessivamente até a final.
Tabela de classificação após as oitavas de final
| Bloco III | Bloco III        | Bloco III | Bloco III | Bloco III | Bloco III | Bloco III | Bloco III | Bloco III | Bloco III |
| Pos.      | Equipes          | Pts       | J         | V         | E         | D         | GP        | GC        | SG        |
| --------- | ---------------- | --------- | --------- | --------- | --------- | --------- | --------- | --------- | --------- |
| 1         | América de Natal | 25        | 10        | 8         | 1         | 1         | 17        | 5         | +12       |
| 2         | Globo            | 24        | 10        | 8         | 0         | 2         | 16        | 6         | +10       |
| 3         | Operário-PR      | 21        | 10        | 7         | 0         | 3         | 11        | 5         | +6        |
| 4         | Atlético Acreano | 20        | 10        | 6         | 2         | 2         | 25        | 10        | +15       |
| 5         | São José-RS      | 17        | 10        | 5         | 2         | 3         | 15        | 6         | +9        |
| 6         | Maranhão         | 16        | 10        | 4         | 4         | 2         | 16        | 9         | +7        |
| 7         | URT              | 16        | 10        | 4         | 4         | 2         | 7         | 7         | 0         |
| 8         | Juazeirense      | 15        | 10        | 3         | 6         | 1         | 17        | 12        | +5        |

Tabela de classificação após as quartas de final
| Bloco IV | Bloco IV         | Bloco IV | Bloco IV | Bloco IV | Bloco IV | Bloco IV | Bloco IV | Bloco IV | Bloco IV |
| Pos.     | Equipes          | Pts      | J        | V        | E        | D        | GP       | GC       | SG       |
| -------- | ---------------- | -------- | -------- | -------- | -------- | -------- | -------- | -------- | -------- |
| 1        | Globo            | 27       | 12       | 9        | 0        | 3        | 17       | 7        | +10      |
| 2        | Operário-PR      | 27       | 12       | 9        | 0        | 3        | 16       | 7        | +9       |
| 3        | Atlético Acreano | 24       | 12       | 7        | 3        | 2        | 27       | 11       | +16      |
| 4        | Juazeirense      | 19       | 12       | 4        | 7        | 1        | 21       | 13       | +8       |

Tabela de classificação após as semifinais
| Bloco V | Bloco V     | Bloco V | Bloco V | Bloco V | Bloco V | Bloco V | Bloco V | Bloco V | Bloco V |
| Pos.    | Equipes     | Pts     | J       | V       | E       | D       | GP      | GC      | SG      |
| ------- | ----------- | ------- | ------- | ------- | ------- | ------- | ------- | ------- | ------- |
| 1       | Operário-PR | 31      | 14      | 10      | 1       | 3       | 18      | 7       | +11     |
| 2       | Globo       | 30      | 14      | 10      | 0       | 4       | 20      | 10      | +10     |

Tabela até a final
Em itálico, os times que possuem o mando de campo no primeiro jogo do confronto e em negrito os times classificados.
|  | Quartas de final | Quartas de final | Quartas de final | Quartas de final |   |                  | Semifinais        | Semifinais        | Semifinais        | Semifinais        |  |       | Final              | Final              | Final              | Final              |  |  |
|  | 5 a 14 de agosto | 5 a 14 de agosto | 5 a 14 de agosto | 5 a 14 de agosto |   |                  | 19 a 28 de agosto | 19 a 28 de agosto | 19 a 28 de agosto | 19 a 28 de agosto |  |       | 3 e 10 de setembro | 3 e 10 de setembro | 3 e 10 de setembro | 3 e 10 de setembro |  |  |
|  |                  |                  |                  |                  |   |                  |                   |                   |                   |                   |  |       |                    |                    |                    |                    |  |  |
|  | Juazeirense      | 3                | 1                | 4                |   |                  |                   |                   |                   |                   |  |       |                    |                    |                    |                    |  |  |
|  | América de Natal | 0                | 1                | 1                |   |                  |                   |                   |                   |                   |  |       |                    |                    |                    |                    |  |  |
|  | América de Natal | 0                | 1                | 1                |   | Juazeirense      | 3                 | 0                 | 3                 |                   |  |       |                    |                    |                    |                    |  |  |
|  |                  |                  |                  |                  |   | Juazeirense      | 3                 | 0                 | 3                 |                   |  |       |                    |                    |                    |                    |  |  |
|  |                  | Globo (gf)       | 1                | 2                | 3 |                  |                   |                   |                   |                   |  |       |                    |                    |                    |                    |  |  |
|  | URT              | Globo (gf)       | 1                | 2                | 3 | 1                | 0                 | 1 (2)             |                   |                   |  |       |                    |                    |                    |                    |  |  |
|  | URT              |                  |                  |                  |   | 1                | 0                 | 1 (2)             |                   |                   |  |       |                    |                    |                    |                    |  |  |
|  | Globo (pen)      | 0                | 1                | 1 (3)            |   |                  |                   |                   |                   |                   |  |       |                    |                    |                    |                    |  |  |
|  | Globo (pen)      | 0                | 1                | 1 (3)            |   |                  |                   |                   |                   |                   |  | Globo | 0                  | 1                  | 1                  |                    |  |  |
|  |                  |                  |                  |                  |   |                  |                   |                   |                   |                   |  | Globo | 0                  | 1                  | 1                  |                    |  |  |
|  |                  | Operário-PR      | 5                | 0                | 5 |                  |                   |                   |                   |                   |  |       |                    |                    |                    |                    |  |  |
|  | São José-RS      | Operário-PR      | 5                | 0                | 5 | 0                | 1                 | 1                 |                   |                   |  |       |                    |                    |                    |                    |  |  |
|  | São José-RS      |                  |                  |                  |   | 0                | 1                 | 1                 |                   |                   |  |       |                    |                    |                    |                    |  |  |
|  | Atlético Acreano | 1                | 1                | 2                |   |                  |                   |                   |                   |                   |  |       |                    |                    |                    |                    |  |  |
|  | Atlético Acreano | 1                | 1                | 2                |   | Atlético Acreano | 0                 | 0                 | 0                 |                   |  |       |                    |                    |                    |                    |  |  |
|  |                  |                  |                  |                  |   | Atlético Acreano | 0                 | 0                 | 0                 |                   |  |       |                    |                    |                    |                    |  |  |
|  |                  | Operário-PR      | 0                | 2                | 2 |                  |                   |                   |                   |                   |  |       |                    |                    |                    |                    |  |  |
|  | Maranhão         | Operário-PR      | 0                | 2                | 2 | 1                | 1                 | 2                 |                   |                   |  |       |                    |                    |                    |                    |  |  |
|  | Maranhão         |                  |                  |                  |   | 1                | 1                 | 2                 |                   |                   |  |       |                    |                    |                    |                    |  |  |
|  | Operário-PR      | 3                | 2                | 5                |   |                  |                   |                   |                   |                   |  |       |                    |                    |                    |                    |  |  |

| Aumento | Equipes promovidas à Série C de 2018 |

## Artilharia
| Gols | Jogador      | Time                 |
| ---- | ------------ | -------------------- |
| 9    | Eduardo      | Atlético Acreano     |
| 9    | Weverton     | Princesa do Solimões |
| 7    | Bruno Morais | Gurupi               |
| 6    | Careca       | Atlético Acreano     |
| 6    | Gláucio      | Globo                |

### Hat-tricks
| Jogador       | Clube               | Adversário | Placar | Data        | Ref.   |
| ------------- | ------------------- | ---------- | ------ | ----------- | ------ |
| Rafael Granja | Fluminense de Feira | Itabaiana  | 4–1    | 21 de maio  | [ 38 ] |
| Leandro Costa | Central             | Coruripe   | 3–2    | 18 de junho | [ 39 ] |

## Premiação
| Campeonato Brasileiro 2017 Série D                     |
| Paraná                                                 |
| ------------------------------------------------------ |
| Operário Ferroviário Esporte Clube Campeão (1º título) |

## Maiores públicos
Estes são os dez maiores públicos do Campeonato:
| Nº | Público[PP] | Mandante            | Placar | Visitante        | Estádio          | Data           | Rodada    | Ref.   |
| -- | ----------- | ------------------- | ------ | ---------------- | ---------------- | -------------- | --------- | ------ |
| 1  | 12 799      | América de Natal    | 1–1    | Juazeirense      | Arena das Dunas  | 13 de agosto   | Quartas   | [ 40 ] |
| 2  | 9 984       | América de Natal    | 2–1    | Ceilândia        | Arena das Dunas  | 28 de julho    | 3ª fase   | [ 41 ] |
| 3  | 9 205       | América de Natal    | 1–0    | Aparecidense     | Arena das Dunas  | 15 de julho    | 2ª fase   | [ 42 ] |
| 4  | 8 701       | Campinense          | 1–0    | Itabaiana        | Amigão           | 28 de maio     | 2ª        | [ 43 ] |
| 5  | 8 679       | Operário-PR         | 0–1    | Globo            | Germano Krüger   | 10 de setembro | Final     | [ 44 ] |
| 6  | 8 627       | Operário-PR         | 2–1    | Maranhão         | Germano Krüger   | 14 de agosto   | Quartas   | [ 45 ] |
| 7  | 6 952       | América de Natal    | 3–2    | Sergipe          | Arena das Dunas  | 18 de junho    | 5ª        | [ 46 ] |
| 8  | 6 386       | Operário-PR         | 2–0    | Atlético Acreano | Germano Krüger   | 28 de agosto   | Semifinal | [ 47 ] |
| 9  | 5 881       | Atlético Acreano    | 1–1    | São José-RS      | Florestão        | 13 de agosto   | Quartas   | [ 48 ] |
| 10 | 5 793       | Fluminense de Feira | 0–0    | Campinense       | Joia da Princesa | 16 de julho    | 2ª fase   | [ 49 ] |

- PP. ^ Considera-se apenas o público pagante.

## Menores públicos
Estes são os dez menores públicos do Campeonato:
| Nº | Público[PP] | Mandante            | Placar | Visitante            | Estádio             | Data        | Rodada | Ref.   |
| -- | ----------- | ------------------- | ------ | -------------------- | ------------------- | ----------- | ------ | ------ |
| 1  | 16          | Real Ariquemes      | 0–1    | Princesa do Solimões | Valerião            | 25 de junho | 6ª     | [ 50 ] |
| 2  | 29          | São José-RS         | 1–0    | Ituano               | Passo d'Areia       | 25 de junho | 6ª     | [ 51 ] |
| 3  | 34          | São Raimundo-RR     | 1–0    | Rio Branco-AC        | Ribeirão            | 25 de junho | 6ª     | [ 52 ] |
| 4  | 46          | PSTC                | 0–1    | Metropolitano        | Ubirajara Medeiros  | 25 de junho | 6ª     | [ 53 ] |
| 5  | 48          | Guarani de Juazeiro | 1–0    | América-PE           | Morenão             | 21 de maio  | 1ª     | [ 54 ] |
| 5  | 48          | São Paulo-RS        | 3–4    | XV de Piracicaba     | Aldo Dapuzzo        | 25 de junho | 6ª     | [ 55 ] |
| 7  | 54          | Sete de Dourados    | 1–2    | União Rondonópolis   | Douradão            | 25 de junho | 6ª     | [ 56 ] |
| 8  | 57          | Sete de Dourados    | 0–0    | Luziânia             | Douradão            | 11 de junho | 4ª     | [ 57 ] |
| 9  | 63          | Itabaiana           | 1–0    | Campinense           | Etelvino Mendonça   | 18 de junho | 5ª     | [ 58 ] |
| 10 | 69          | Murici              | 3–2    | Jacobina             | José Gomes da Costa | 28 de maio  | 2ª     | [ 59 ] |

- PP. ^ Considera-se apenas o público pagante.

## Médias de público
Essas são as médias de público dos clubes no Campeonato. Considera-se apenas os jogos da equipe como mandante e o público pagante:
| 1. América de Natal – 8 094 2. Itumbiara – 5 000 3. Operário-PR – 4 518 4. Campinense – 4 307 5. Anápolis – 3 025 6. Fluminense de Feira – 2 760 7. Sousa – 2 506 8. Desportiva Ferroviária – 1 910 9. Atlético Acreano – 1 604 10. São Bernardo – 1 489 11. Ituano – 1 388 12. União Rondonópolis – 1 378 13. XV de Piracicaba – 1 254 14. River-PI 1 225 15. Guarany de Sobral – 1 171 16. Bangu – 1 149 17. Parnahyba – 1 035 | 1. Globo – 1 019 2. Juazeirense – 999 3. Portuguesa – 985 4. Maranhão – 973 5. Jacobina – 965 6. Brusque – 875 7. Boavista-RJ – 836 8. URT – 827 9. São Raimundo-PA – 826 10. Altos – 816 11. Audax – 740 12. Sergipe – 660 13. Aparecidense – 625 14. Central – 607 15. São Francisco-PA – 552 16. Gurupi – 545 17. Inter de Lages – 537 | 1. Sinop – 525 2. Espírito Santo – 486 3. Villa Nova – 481 4. Ceilândia – 473 5. Metropolitano – 464 6. Rio Branco-AC – 435 7. Portuguesa-RJ – 428 8. Genus – 415 9. Guarani de Juazeiro – 367 10. Itabaiana – 343 11. Novo Hamburgo – 340 12. São Paulo-RS – 339 13. Cordino – 331 14. Princesa do Solimões – 313 15. Caldense – 302 16. Comercial-MS – 287 17. Fast Clube – 284 | 1. Foz do Iguaçu – 278 2. Luziânia – 277 3. PSTC – 267 4. Santos-AP – 203 5. Red Bull Brasil – 196 6. Tocantins de Miracema – 189 7. Coruripe – 182 8. Baré – 178 9. Sete de Dourados – 171 10. São Raimundo-RR – 150 11. Real Ariquemes – 146 12. Trem – 134 13. América-PE – 117 14. Potiguar de Mossoró – 115 15. Murici – 110 16. Atlético Pernambucano – 104 17. São José-RS – 85 |

## Mudança de técnicos
| Clube            | Antecessor            | Motivo                    | Data        | Última partida                     | Rod | Pos          | Sucessor                      | Ref.          |
| ---------------- | --------------------- | ------------------------- | ----------- | ---------------------------------- | --- | ------------ | ----------------------------- | ------------- |
| Espírito Santo   | Leandro Niehues       | Demitido                  | 22 de maio  | Espírito Santo 0–0 Red Bull Brasil | 1ª  | 2º (Gr. A14) | Cleiton Marcelino             | [ 61 ]        |
| Sete de Dourados | Nei César             | Demitido                  | 22 de maio  | União-MT 2–0 Sete de Dourados      | 1ª  | 4º (Gr. A11) | Bazílio Amaral                | [ 62 ]        |
| América-PE       | Paulo Marcos          | Resignado                 | 25 de maio  | Guarani-CE 1–0 América-PE          | 1ª  | 3º (Gr. A6)  | Emilio Cugnier                | [ 63 ]        |
| Coruripe         | Carlinhos Marechal    | Remanejado                | 25 de maio  | Coruripe 2–3 Juazeirense           | 1ª  | 4º (Gr. A7)  | Jaelson Marcelino             | [ 64 ]        |
| Portuguesa       | Estevam Soares        | Demitido                  | 29 de maio  | Bangu 1–0 Portuguesa               | 2ª  | 2º (Gr. A13) | Mauro Fernandes               | [ 65 ] [ 66 ] |
| Sergipe          | Marcelo Vilar         | Demitido                  | 29 de maio  | Sergipe 0–2 América-RN             | 2ª  | 4º (Gr. A9)  | Ribeiro Neto                  | [ 67 ] [ 68 ] |
| River-PI         | Celso Teixeira        | Resignado                 | 29 de maio  | Maranhão 3–0 River-PI              | 2ª  | 4º (Gr. A5)  | Lucas Andrade                 | [ 69 ] [ 70 ] |
| Gurupi           | Roberto Oliveira      | Demitido                  | 29 de maio  | Gurupi 1–1 Baré                    | 2ª  | 4º (Gr. A2)  | Wladimir Araújo               | [ 71 ]        |
| Sete de Dourados | Bazílio Amaral        | Demitido                  | 4 de junho  | Luziânia 5–0 Sete de Dourados      | 3ª  | 4º (Gr. A11) | Márcio Santos                 | [ 72 ] [ 73 ] |
| Caldense         | Thiago Oliveira       | Resignado                 | 13 de junho | Caldense 0–2 Espírito Santo        | 4ª  | 4º (Gr. A14) | Zezito                        | [ 74 ]        |
| Anápolis         | Ramon Menezes         | Demitido                  | 13 de junho | Anápolis 0–0 Sinop                 | 4ª  | 3º (Gr. A10) | Alan George                   | [ 75 ]        |
| Ituano           | Roque Júnior          | Demitido                  | 19 de junho | Ituano 0–0 PSTC                    | 5ª  | 2º (Gr. A17) | Vinícius Bergantin (interino) | [ 76 ]        |
| Murici           | Bilú                  | Resignado                 | 20 de junho | Jacobina 3–0 Murici                | 5ª  | 3º (Gr. A9)  | Eduardo Neto                  | [ 77 ]        |
| Baré             | Fábio Luiz de Andrade | Demitido                  | 20 de junho | Baré 1–2 Gurupi                    | 5ª  | 4º (Gr. A2)  | Júnior Pinho                  | [ 78 ]        |
| Brusque          | Pingo                 | Contratado pelo Joinville | 25 de junho | Brusque 1–0 Operário-PR            | 6ª  | 2º (Gr. A15) | Jerson Testoni                | [ 79 ] [ 80 ] |

## Classificação geral
A classificação geral dá prioridade ao clube que avançou mais fases, e ao campeão, mesmo que tenha menor pontuação.
| Campeão (promovido à Série C em 2018)                    |                        |    |    |    |   |   |    |    |     |
| 1                                                        | Operário-PR            | 34 | 16 | 11 | 1 | 4 | 23 | 8  | +15 |
| Vice-campeão (promovido à Série C em 2018)               |                        |    |    |    |   |   |    |    |     |
| 2                                                        | Globo                  | 33 | 16 | 11 | 0 | 5 | 21 | 15 | +6  |
| Eliminados nas semifinais (promovidos à Série C em 2018) |                        |    |    |    |   |   |    |    |     |
| 3                                                        | Atlético Acreano       | 25 | 14 | 7  | 4 | 3 | 27 | 13 | +14 |
| 4                                                        | Juazeirense            | 22 | 14 | 5  | 7 | 2 | 24 | 16 | +8  |
| Eliminados nas quartas de final                          |                        |    |    |    |   |   |    |    |     |
| 5                                                        | América de Natal       | 26 | 12 | 8  | 2 | 2 | 18 | 9  | +9  |
| 6                                                        | URT                    | 19 | 12 | 5  | 4 | 3 | 8  | 8  | 0   |
| 7                                                        | São José-RS            | 18 | 12 | 5  | 3 | 4 | 16 | 8  | +8  |
| 8                                                        | Maranhão               | 16 | 12 | 4  | 4 | 4 | 18 | 14 | +4  |
| Eliminados na terceira fase                              |                        |    |    |    |   |   |    |    |     |
| 9                                                        | São Bernardo           | 19 | 10 | 5  | 4 | 1 | 11 | 6  | +5  |
| 10                                                       | Espírito Santo         | 18 | 10 | 5  | 3 | 2 | 11 | 6  | +5  |
| 11                                                       | Santos-AP              | 17 | 10 | 4  | 5 | 1 | 18 | 13 | +5  |
| 12                                                       | Villa Nova             | 17 | 10 | 4  | 5 | 1 | 11 | 8  | +3  |
| 13                                                       | Guarany de Sobral      | 16 | 10 | 5  | 1 | 3 | 15 | 15 | 0   |
| 14                                                       | Gurupi                 | 16 | 10 | 4  | 4 | 2 | 14 | 13 | +1  |
| 15                                                       | Ceilândia              | 14 | 10 | 4  | 2 | 4 | 11 | 9  | +2  |
| 16                                                       | Fluminense de Feira    | 13 | 10 | 2  | 7 | 1 | 13 | 9  | +4  |
| Eliminados na segunda fase                               |                        |    |    |    |   |   |    |    |     |
| 17                                                       | Portuguesa-RJ          | 15 | 8  | 4  | 3 | 1 | 10 | 4  | +6  |
| 18                                                       | Princesa do Solimões   | 14 | 8  | 4  | 2 | 2 | 13 | 8  | +5  |
| 19                                                       | Rio Branco-AC          | 14 | 8  | 4  | 2 | 2 | 11 | 9  | +2  |
| 20                                                       | Brusque                | 13 | 8  | 4  | 1 | 3 | 10 | 7  | +3  |
| 21                                                       | Altos                  | 12 | 8  | 3  | 3 | 2 | 17 | 9  | +8  |
| 22                                                       | Sousa                  | 12 | 8  | 3  | 3 | 2 | 10 | 8  | +2  |
| 23                                                       | Aparecidense           | 11 | 8  | 3  | 2 | 3 | 10 | 9  | +1  |
| 24                                                       | Boavista-RJ            | 11 | 8  | 3  | 2 | 3 | 11 | 11 | 0   |
| 25                                                       | Comercial-MS           | 11 | 8  | 3  | 2 | 3 | 11 | 11 | 0   |
| 26                                                       | União Rondonópolis     | 11 | 8  | 3  | 2 | 3 | 9  | 10 | –1  |
| 27                                                       | Metropolitano          | 11 | 8  | 3  | 2 | 3 | 6  | 9  | –3  |
| 28                                                       | Jacobina               | 10 | 8  | 3  | 1 | 4 | 12 | 14 | –2  |
| 29                                                       | Campinense             | 10 | 8  | 2  | 4 | 2 | 7  | 6  | +1  |
| 30                                                       | São Francisco-PA       | 10 | 8  | 2  | 4 | 2 | 10 | 12 | –2  |
| 31                                                       | Parnahyba              | 9  | 8  | 3  | 0 | 5 | 8  | 9  | –1  |
| 32                                                       | Desportiva Ferroviária | 8  | 8  | 2  | 2 | 4 | 6  | 9  | –3  |

| Eliminados na primeira fase |                       |     |   |   |   |   |    |    |     |
| Pos                         | Equipes               | Pts | J | V | E | D | GP | GC | SG  |
| 33                          | Luziânia              | 10  | 6 | 2 | 4 | 0 | 11 | 5  | +6  |
| 34                          | River-PI              | 9   | 6 | 3 | 0 | 3 | 8  | 9  | –1  |
| 35                          | XV de Piracicaba      | 9   | 6 | 3 | 0 | 3 | 7  | 8  | –1  |
| 36                          | Trem                  | 9   | 6 | 3 | 0 | 3 | 7  | 11 | –4  |
| 37                          | Anápolis              | 9   | 6 | 2 | 3 | 1 | 8  | 6  | +2  |
| 38                          | Inter de Lages        | 8   | 6 | 2 | 2 | 2 | 4  | 4  | 0   |
| 39                          | Ituano                | 8   | 6 | 2 | 2 | 2 | 4  | 4  | 0   |
| 40                          | Bangu                 | 8   | 6 | 2 | 2 | 2 | 7  | 8  | –1  |
| 41                          | Itumbiara             | 8   | 6 | 2 | 2 | 2 | 5  | 6  | –1  |
| 42                          | São Raimundo-PA       | 71  | 6 | 3 | 1 | 2 | 11 | 7  | +4  |
| 43                          | Portuguesa            | 7   | 6 | 2 | 1 | 3 | 5  | 4  | +1  |
| 44                          | Red Bull Brasil       | 7   | 6 | 2 | 1 | 3 | 5  | 5  | 0   |
| 45                          | Coruripe              | 7   | 6 | 2 | 1 | 3 | 9  | 10 | –1  |
| 46                          | América-PE            | 7   | 6 | 2 | 1 | 3 | 3  | 5  | –2  |
| 47                          | Atlético Pernambucano | 7   | 6 | 2 | 1 | 3 | 9  | 12 | –3  |
| 48                          | Central               | 7   | 6 | 2 | 1 | 3 | 7  | 11 | –4  |
| 49                          | Cordino               | 7   | 6 | 2 | 1 | 3 | 5  | 9  | –4  |
| 50                          | Guarani de Juazeiro   | 7   | 6 | 2 | 1 | 3 | 3  | 7  | –4  |
| 51                          | Fast Clube            | 7   | 6 | 1 | 4 | 1 | 6  | 7  | –1  |
| 52                          | Sergipe               | 6   | 6 | 2 | 0 | 4 | 7  | 11 | –4  |
| 53                          | Murici                | 6   | 6 | 2 | 0 | 4 | 7  | 12 | –5  |
| 54                          | Caldense              | 6   | 6 | 2 | 0 | 4 | 6  | 11 | –5  |
| 55                          | Foz do Iguaçu         | 6   | 6 | 1 | 3 | 2 | 4  | 6  | –2  |
| 56                          | Itabaiana             | 52  | 6 | 2 | 2 | 2 | 8  | 10 | –2  |
| 57                          | São Raimundo-RR       | 5   | 6 | 1 | 2 | 3 | 7  | 9  | –2  |
| 58                          | Novo Hamburgo         | 5   | 6 | 1 | 2 | 3 | 4  | 6  | –2  |
| 59                          | Genus                 | 5   | 6 | 1 | 2 | 3 | 7  | 10 | –3  |
| 60                          | São Paulo-RS          | 4   | 6 | 1 | 1 | 4 | 7  | 12 | –5  |
| 61                          | PSTC                  | 4   | 6 | 1 | 1 | 4 | 3  | 10 | –7  |
| 62                          | Tocantins de Miracema | 4   | 6 | 1 | 1 | 4 | 5  | 14 | –9  |
| 63                          | Sinop                 | 3   | 6 | 0 | 3 | 3 | 5  | 11 | –6  |
| 64                          | Baré                  | 3   | 6 | 0 | 3 | 3 | 3  | 9  | –6  |
| 65                          | Potiguar de Mossoró   | 2   | 6 | 0 | 2 | 4 | 4  | 11 | –7  |
| 66                          | Audax                 | 1   | 6 | 0 | 1 | 5 | 4  | 9  | –5  |
| 67                          | Sete de Dourados      | 1   | 6 | 0 | 1 | 5 | 3  | 13 | –10 |
| 68                          | Real Ariquemes        | 1   | 6 | 0 | 1 | 5 | 3  | 14 | –11 |

|  |                           |
|  | Finalistas                |
|  | Eliminados nas semifinais |

|  |                        |
|  | Eliminados nas quartas |
|  | Eliminados na 3ª fase  |

|  |                       |
|  | Eliminados na 2ª fase |
|  | Eliminados na 1ª fase |

|  |                           |
|  | Finalistas                |
|  | Eliminados nas semifinais |

|  |                        |
|  | Eliminados nas quartas |
|  | Eliminados na 3ª fase  |

|  |                       |
|  | Eliminados na 2ª fase |
|  | Eliminados na 1ª fase |

1O São Raimundo-PA foi punido pelo STJD com a perda de três pontos por escalação de jogador irregular.

2O Itabaiana foi punido pelo STJD com a perda de três pontos por escalação de jogador irregular.